# Forces Aèries dels Estats Units d'Amèrica
Les Forces Aèries dels Estats Units (United States Air Force o USAF) són la branca d'aviació de les Forces Armades dels Estats Units i un dels set serveis uniformats als EUA. Inicialment adherida a l'Exèrcit dels Estats Units d'Amèrica, la USAF va ser separada el 18 de setembre del 1947. La USAF és branca de servei militar dels Estats Units més recent, així com les forces aèries més nombroses i tecnològicament avançades del món, amb més de 9.000 aeronaus en servei i al voltant d'uns 352.000 homes i dones en servei actiu. La USAF articula les seves funcions principals segons la "Política de Postura de 2010" com operacions de dissuasió nucelar, operacions especials, superioritat aèria, intel·ligència, vigilància i reconeixement conjunts, superioritat espacial, comandament i control, superioritat al ciberespai, recuperació de personal, atac global de precisió, construcció de ponts amb altres branques de servei, mobilitat global i suport àgil de combat
Des de la Primera Guerra Mundial, la USAF i els seus predecessors han format part en molts conflictes militars d'arreu del món. El 2009 la USAF disposava de 5.573 aeronaus tripulades en servei (3.990 la USAF, 1.213 la Guàrdia Nacional Aèria i 370 la Reserva de la Força Aèria); aproximadament 180 vehicles de combat no tripulats, 2.130 míssils de creuer de llançament aeri, i 450 míssils balístics intercontinentals. La USAF està formada per 330.159 membres en servei actiu, 68.872 a la Reserva i 94.753 a la Guàrdia Nacional Aèria. A més, disposa de 151.360 treballadors civils, i uns 60.000 membres auxiliars a la Patrulla Aèria Civil, fent-la la major força aèria del món.
El Departament de la Força Aèria és dirigit pel Secretari de la Força Aèria, un funcionari civil, nomenat pel President, amb el consell i consentiment del Senat, i té autoritat per dirigir tots els seus afers, subjecte a l'autoritat, direcció i control del Secretari de Defensa. El Departament de la Força Aèria és un "Departament Militar" del Departament de Defensa, que inclou tots els elements de la USAF. El màxim càrrec militar al Departament de la Força Aèria és el Cap de l'Estat Major de la Força Aèria, qui supervisa totes les unitats de les Forces Aèries i serveix com a membre a la Junta de Caps dels Estats Majors. Les forces de combat de la USAF són assignades, per tant que són dirigides pel Secretari de Defensa, als Comandants Combatents, i ni el Secretari de la Força Aèria ni el Cap de l'Estat Major tenen autoritat de comandament operatiu sobre elles.

## Missió, visió i funcions

### Missió
D'acord amb la Llei de Seguretat Nacional de 1947, mitjançant la qual es creà la USAF:

En general la Força Aèria dels Estats Units inclourà les forces d'aviació tant de combat i de servei no assignades d'altra manera. Estarà organitzada, entrenada i equipada primàriament per llançar i sostenir operacions aèries ofensives i defensives. La Força Aèria serà responsable de la preparació de les forces aèries necessàries per la consecució efectiva de la guerra excepte que s'assignés d'altra manera i, d'acord amb els plans integrats de mobilització conjunta, per l'expansió dels components de la Força Aèria durant els temps de pau per fer front a les necessitats de la guerra.

El punt 8062 del 10è Títol del Codi dels Estats Units defineix el propòsit de la USAF:
- per preservar la pau i la seguretat, i proveir a la defensa dels Estats Units, els Territoris, Unions i possessions i qualsevol àrea ocupada pels Estats Units;
- per donar suport a la política nacional;
- per implementar els objectius nacionals;

per fer front a qualsevol nació responsable d'accions agressives que amenacin la pau i la seguretat dels Estats Units.
La missió actual de la USAF és "volar, lluitar i guanyar a l'aire, a l'espai i al ciberespai"

### Visió
«La Força Aèria dels Estats Units serà un company de confiança i fiable amb els nostres serveis germans conegut per la integritat en totes les nostres activitats, incloent-hi el suport la missió conjunta en primer lloc. Oferirem capacitats adequades a l'aire, a l'espai i al ciberespai a disposició dels comandants combatents. Excel·lirem com a administradors de tots els recursos de la Força Aèria en servei del poble estatunidenc, mentre que donem una precisa i confiable vigilància global, abast i poder a la nació.»

### Funcions bàsiques
Recentment la Força Aèria redefiní el seu enteniment de les funcions bàsiques i responsabilitats que té com una Branca del Servei Militar, racionalitzant el que prèviament eren sis capacitats distintives i 17 funcions operatives en 12 funcions bàsiques per usar a través de la doctrina, organització, entrenament, equipament, lideratge i educació, personal i espectre de les instal·lacions. Aquestes funcions expressen cadascun dels aspectes del que la Força Aèria contribueix a la nació. S'ha de posar èmfasi que les funcions bàsiques, per si mateixes, no són construccions doctrinals.

#### Operacions de Dissuasió Nuclear
El propòsit de les Operacions de Dissuasió Nuclear (Nuclear Deterrence Operations - NDO) és operar, mantenir i assegurar que les forces nuclears tinguin una capacitat de dissuadir a un adversari que prengui accions contra interessos vitals dels Estats Units. Si això fallés, els Estats Units haurien de ser capaços de respondre amb opcions nuclears. Els sub-elements d'aquesta funció són:

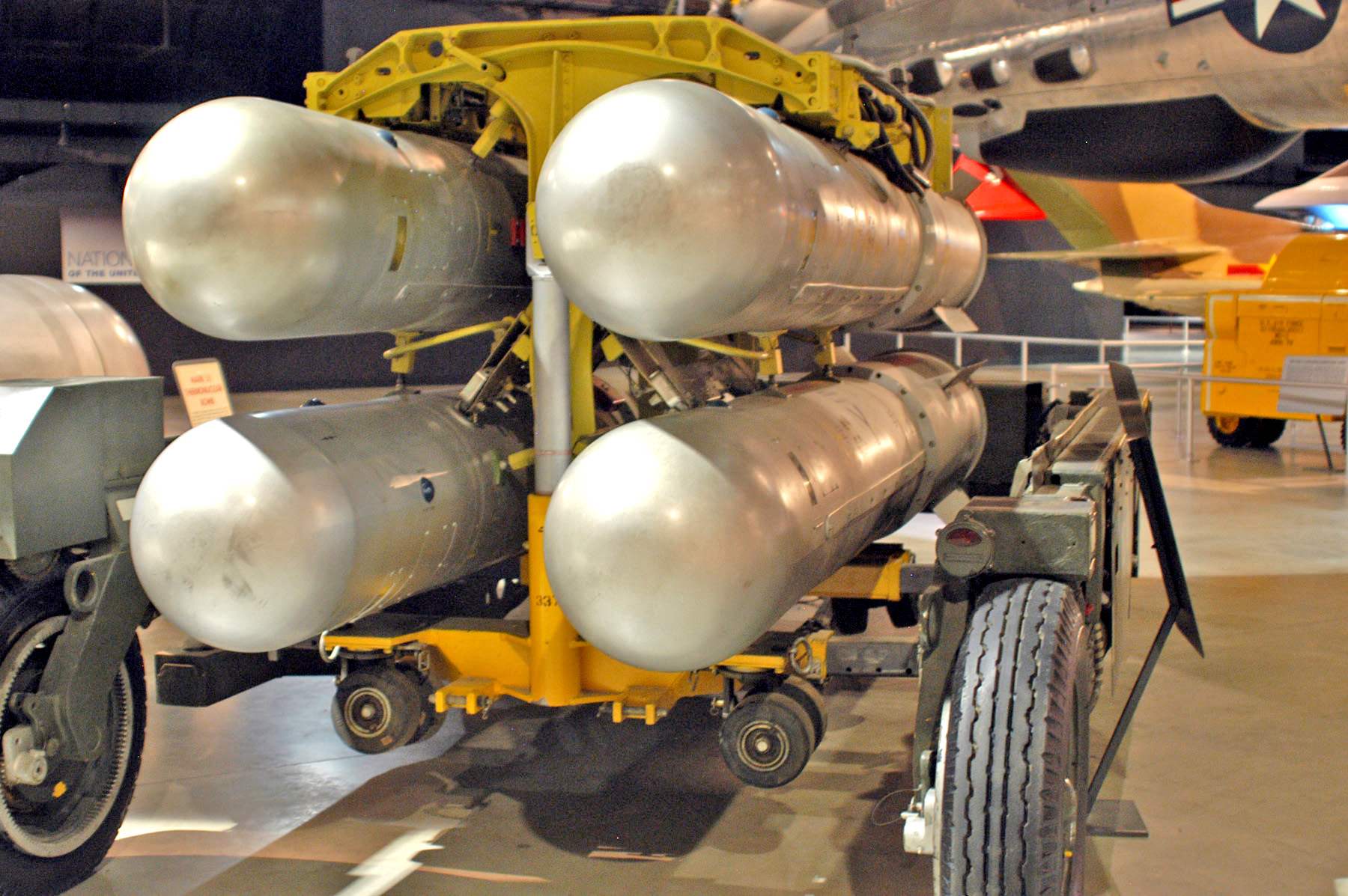
Bateria de 4 bombes termonuclears B28.

- Assegurar / Dissuadir és una missió derivada de la disponibilitat de la Força Aèria per portar a terme operacions d'atacs nuclears així com les mesures específiques preses per assegurar els aliats com una part de la dissuasió estesa. Dissuadir d'altres d'adquirir o proliferar armes de destrucció massiva i dels mitjans per llançar-les contribueix a promoure la seguretat, i és també una part integral d'aquesta missió. A més, calen missions de dissuasió diferents davant els diversos adversaris, ja siguin una nació-estat, o un actor no-estat/transnacional. La Força Aèria manté i presenta les seves capacitats de dissuasió de manera creïble mitjançant demostracions visibles i exercicis que asseguren als aliats, dissuadeixen la proliferació, dissuadeixen els potencials adversaris de prendre accions que amenacin la seguretat nacional dels Estats Units o de les poblacions i forces militars desplegades dels Estats Units, dels seus aliats o amics.[13]
- Atac nuclear és la capacitat de les forces nuclear per colpejar ràpida i acuradament objectius enemics de manera devastadora. Si té lloc una crisi, de ràpida generació i, si és necessari, desplegar la capacitat d'atac nuclear es demostrarà la decisió dels Estats Units per alterar el curs d'una acció enemiga que amenaci els interessos nacionals americans. Si la dissuasió fracassa, el President pot autoritzar una resposta precisa i ràpida per finalitzar el conflicte al menor nivell i per assolir un ràpid final de les hostilitats. Després del conflicte, la regeneració de la capacitat ràpida de dissuasió nuclear creïble desaconsellarà futures agressions. La Força Aèria ha de presentar una postura creïble de força tant al territori nacional, en un teatre d'operacions, o en ambdós casos per esvair els possibles adversaris previstos pel segle XXI. Això requereix la capacitat d'atacar objectius usant una àmplia varietat de mètodes; a més, la Força Aèria ha de tenir la capacitat d'induir, entrenar, destinar, educar i exercitar els individus i les unitats per executar les missions de manera ràpida i efectiva que donen suport als objectius de les operacions de dissuasió nuclear dels Estats Units. Finalment, la Força Aèria regularment fa exercicis i avaluacions de tots els aspectes de les operacions nuclears per assegurar els alts nivells d'actuació.[13]
- Seguretat nuclear assegura la seguretat i efectivitat de les operacions nuclears. A causa de la seva importància política i militar, el seu poder destructiu i les conseqüències potencials d'un accident o d'una acció no autoritzada, l'armament nuclear i els seus sistemes requereixen una consideració especial i protecció davant dels riscs i amenaces inherents al temps de guerra o de pau. La Força Aèria, en conjunció amb altres entitats dels Departaments de Defensa o Energia, assoleix un molt alt nivell de protecció mitjançant un estricte programa de seguretat nuclear. Aquest programa s'aplica al material, personal i procediments que contribueixen a la seguretat i control de l'armament nuclear, assegurant que no hi hagi incidents, accidents, pèrdues o un ús no autoritzat o accidental (un incident Broken Arrow). La Força Aèria continua perseguint la seguretat i l'efectivitat de les armes nuclears consistent en requeriments operatius. Els adversaris, els aliats i els estatunidencs han de confiar enormement en la capacitat de la Força Aèria per evitar que les armes nuclears pateixin accidents, pèrdues, robatoris i un ús accidental o no autoritzat. Aquest compromís diari perquè les operacions nuclears siguin fiables i precises és la pedra angular de la credibilitat de tot el sistema de Dissuasió Nuclear. El comandament nuclear positiu, el control, les comunicacions, la seguretat efectiva de les armes nuclears i un robust suport de combat són essencials per a la missió general de la funció d'Operacions de Dissuasió Nuclear.[13]

#### Superioritat Aèria
- La Superioritat Aèria és aquell grau de domini en la batalla aèria d'una força sobre l'altre que permet la conducció d'operacions per la primera i les seves unitats de terra, mar, aire i operacions especials disposen d'un temps i un espai sense interferències de la força opositora. (JP 1-02).[13]
- L'Contraatac Ofensiu (Offensive Counterair - OCA) es defineix com les operacions ofensives per destruir, malmetre o neutralitzar avions, míssils, plataformes de llançament i les seves estructures i sistemes de suport tant avanç com després del llançament, però tan a prop de la font com sigui possible (JP 1-02). OCA és el mètode preferit per fer front a les amenaces aèries i de míssils, car intenta destruir l'enemic prop de les seves fonts i habitualment gaudeix de la iniciativa. L'OCA comprèn les operacions d'atac, escombrada, escorta i supressió/destrucció de la defensa aèria enemiga.[13]
- El Contraatac Defensiu (Defensive Counterair – DCA) es defineix com totes les mesures dissenyades per detectar, identificar, interceptar i destruir o negar les forces enemigues que intenten penetrar o atacar a l'espai aeri amic (JP 1-02). Un objectiu principal de les operacions DCA, d'acord amb les operacions OCA, és disposar d'una zona on les forces puguin operar, segures de les amenaces aèries i de míssils. La missió DCA comprèn tant les mesures defensives actives com passives. La defensa activa és l'ús de l'acció ofensiva limitada i de contraatacs per negar una àrea en disputa o on es troba l'enemic. (JP 1-02). Inclou tant la defensa mitjançant míssils balístics com la defensa aèria, i comprèn la defensa d'un punt, la defensa zonal i la defensa d'una zona d'alt valor aerotransportat. La defensa passiva són les mesures preses per reduir la probabilitat o per minimitzar els efectes del dany causat per una acció hostil sense la intenció de prendre la iniciativa (JP 1-02). Inclou la detecció i alerta; la defensa química, biològica, radiològica i nuclear; el camuflatge, l'ocultació i l'engany; i l'enduriment; la reconstitució; la dispersió; redundància i sigil.[13]
- El Control de l'Espai Aeri és un procés emprat per incrementar l'efectivitat operativa mitjançant la promoció de la seguretat, eficiència i ús flexible de l'espai aeri (JP 1-02). Promou la seguretat, eficiència i ús flexible de l'espai aeri, mitiga el risc del foc amic, posa èmfasi en les operacions tant ofensives com defensives, i permet una major agilitat de les operacions aèries en conjunt. Finalment, facilita la integració de les operacions aèries conjuntes.[13]

#### Superioritat a l'Espai
- La Superioritat a l'Espai és el nivell de domini de l'espai d'una força sobre una altra de manera que permet la conducció d'operacions del primer i el seu espai terrestre, naval, aeri i espacial en un moment i un lloc determinat sense interferències d'una força enemiga. (JP 1-02). La superioritat a l'espai pot ser localitzada en temps i espai, o pot ser d'ampli abast. La superioritat espacial atorga llibertat d'acció a l'espai per a les forces amigues, negant-se-la a les enemigues.[13]
- L'Increment de la Força Espacial està definit com les operacions de suport de combat i multiplicació de capacitats des dels sistemes a l'espai per millorar l'efectivitat de les forces militars així com el suport a altres usuaris d'intel·ligència, civils o comercials. Aquesta àrea de missió inclou: intel·ligència, vigilància i reconeixement; alerta integrada tàctica i avaluació d'atac; comandament, control i comunicacions, posicionament, navegació i temporització; i la vigilància del medi ambient.[13]
- L'Aplicació de la Força Espacial es defineix com les operacions de combat a i des de l'espai per influenciar el transcurs i el resultat del conflicte. Aquesta missió inclou la defensa de míssils balístics i projecció de la força.[13]
- El Control de l'Espai es defineix com les operacions per assegurar la llibertat d'acció a l'espai pels Estats Units i els seus aliats i, quan toqui, negar la llibertat d'acció a l'espai a un enemic. Aquesta àrea de missió inclou: operacions conduïdes a protegir les capacitats amigues a l'espai d'atacs, interferències o amenaces no intencionals (control defensiu espacial); operacions per negar les capacitats espacial a un enemic (control de l'espai ofensiu); i el propòsit actual del coneixement del medi espacial i l'entorn operatiu del que depenen les operacions a l'espai (alerta situacional a l'espai) (JP 1-02).[13]
- El Suport Espacial es defineix com les operacions per desplegar i mantenir sistemes militars i d'intel·ligència a l'espai. Aquesta àrea de missió inclou: llançar i desplegar vehicles espacials, el manteniment de les estacions en òrbita, trobades i operacions de proximitat, rebutjar (inclou treure d'òrbita i recuperar) instal·lacions espacials; i reconstitució de les forces espacials, si és necessari. (JP 1-02).[13]

#### Superioritat al Ciberespai
- La Superioritat al Ciberespai és l'avantatge operatiu al, mitjançant, i des del ciberespai per portar a terme operacions en un moment donat i en un domini determinat sense interferències prohibitives. (AFDD 3–12, Cyberspace Operations).[13]
- L'Aplicació de Força del Ciberespai són les operacions de combat al, mitjançant i des del ciberespai per assolir objectius militars i influenciar el transcurs i el desenvolupament de conflictes realitzant accions decisives contra objectius aprovats. Incorpora l'atac a la xarxa informàtica (CNA), l'explotació de la xarxa informàtica (CNE) i diversos aspectes que puguin influenciar les operacions. Depèn molt del ISR, fusiona totes les fonts d'intel·ligència, activitats d'atribució sofisticada, consciència de situació i C2 de resposta C2.[13]
- És l'ús passiu, actiu i dinàmic de les capacitats de resposta accions imminents o en marxa contra la Força Aèria o en xarxes informàtiques protegides per la Força Aèria, la part de la xarxa d'Informació Global depenent de la Força Aèria, o les comunicacions expedicionàries assignades a la Força Aèria. La defensa del Ciberespai incorpora CNE, defensa de xarxes informàtiques (CND) i tècniques CNA i poden contribuir a influenciar les operacions. Depèn enormement del ISR, fusionant les fonts d'intel·ligència, indicacions i alertes automàtiques, avaluació/atribució sofisticada, coneixement de la situació i resposta C2.[13]
- El Suport al Ciberespai és fundacional, continu o en operacions de resposta assegurant la integritat de la informació i la disponibilitat a, mitjançant i des de les infraestructures controlades per la Força Aèria i les seves parts analògiques i digitals interconnectades de la batalla espacial. Inherent en aquesta missió és la capacitat per establir, estendre, assegurar, protegir i defensar en ordre de mantenir les xarxes informàtiques i missions. Això inclou mesures de protecció contra els components de la cadena de subministrament, a més de les xarxes C2/enllaços de comunicacions i xarxes C2 nuclears. La missió de suport al ciberespai incorpora tècniques CNE i CND. Incorpora tots els elements de la Xarxa d'Operacions de la Força Aèria, transport d'informació, gestió empresarial i seguretat de la informació, i depèn del ISR i de totes les fonts d'intel·ligència.[13]

#### Comandament i Control
- Comandament i Control és l'exercici d'autoritat i direcció d'un comandant adequadament designat sobre les forces assignades en l'acompliment de la seva missió. Les funcions de comandament i control són realitzades mitjançant una munió de personal, equipament, comunicacions, instal·lacions i procediments emprats per un comandant en planificar, dirigir, coordinar i controlar les forces i operacions en l'acompliment de la missió (JP 1-02). Aquesta funció nuclear inclou totes les capacitats descrites a C2 i les activitats associades amb l'aire, l'espai, el ciberespai i les operacions de combat en suport a assolir objectius estratègics, operatius i tàctics.[13]
- A nivell estratègic de Comandament i Control, els Estats Units determinen els objectius i directrius de seguretat nacional o multinacional, i desenvolupa i fa servir els recursos nacionals per acomplir-los. Aquests objectius nacionals alhora proporcionen la direcció per desenvolupar els objectius militars en especial, i són emprats per desenvolupar els objectius i l'estratègica concrets per a cada teatre.
- A nivell operatiu de Comandament i Control, les campanyes i les operacions majors són planejades, portades a terme, recolzades i avaluades per assolir els objectius estratègics als teatres o àrees d'operacions. Aquestes activitats impliquen una dimensió més àmplia del temps o de l'espai que de la tàctica; proveeixen dels mitjans pels quals els èxits tàctics són explotats per assolir els objectius estratègics i operacionals.[13]
- A nivell tàctic, Comandament i Control és on es combaten les batalles individuals. El nivell tàctic de la guerra es dedica a quantes forces cal emprar i com s'han de portar a terme els combats. L'objectiu del nivell tàctic C2 és assolir la intenció del comandant i els efectes desitjats per aconseguir i mantenir la iniciativa ofensiva.[13]

#### ISR Global Integrat
- La Intel·ligència, Vigilància i Reconeixement Globals Integrats (Intelligence, Surveillance and Reconnaissance – ISR) és la sincronització de la planificació i operació de sensors, actius i processament, explotació i disseminació de sistemes arreu del globus per portar a terme operacions en vigència o futures.[13]
- Planejar i Dirigir és la determinació dels requeriments d'intel·ligència, desenvolupament de l'arquitectura militar apropiada, preparació de plans, i publicació d'ordres i requeriments per informar les agències (JP 2-01, Suport Conjunt i Nacional d'Intel·ligència a les Operacions Militars). Aquestes activitats permeten la sincronització i la integració de la recollida, processament, explotació, anàlisi i disseminació de les activitats i recursos per trobar els requeriments d'informació dels que prenen decisions nacionals i militars.[13]
- La Recol·lecció és l'adquisició d'informació i la provisió d'aquesta informació per processar elements (JP 2-01). Prové de la capacitat d'obtenir la informació necessària per satisfer les necessitats d'intel·ligència (mitjançant l'ús de recursos i mètodes en tots els dominis).[13]
- Processament i explotació és la conversió de la informació recollida en formes adequades a la producció d'intel·ligència (JP 2-01). Prové de la capacitat, mitjançant el ROMO, de transformar, extraure i fer disponible la informació recollida per a posteriors anàlisis d'acció.[13]
- Anàlisis i Producció és la conversió de la informació processada en intel·ligència mitjançant la integració, avaluació, anàlisi i interpretació de totes les fonts de dades i la preparació de productes d'intel·ligència en suport de coneixement o dels requeriments dels usuaris (JP 2-01). Prové de la capacitat per integrar, avaluar i interpretar la informació de les fonts disponibles per crear un producte d'intel·ligència acabat per la presentació o disseminació per permetre les alertes situacionals.[13]
- Disseminació i Integració és el lliurament als usuaris en una forma disponible i l'aplicació de la intel·ligència a les missions, tasques i funcions apropiades (JP 2-01). Prové la capacitat de presentar informació i productes d'intel·ligència mitjançant el ROMO permetent l'enteniment de la situació operativa als que prenen decisions.[13]

#### Atac Global de Precisió
- L' Atac Global de Precisió és la capacitat de mantenir una situació de risc ràpida i persistentment, amb una àmplia varietat de municions, qualsevol objectiu i per crear efectes ràpids i decisius mitjançant múltiples dominis.[13] La USAF no disposa de prou avions estratègics per tal de fer combatre amb Iran, Xina o Corea del Nord.[14]
- L'Atac Estratègic és l'acció ofensiva específicament seleccionada per assolir objectius estratègics nacionals. Aquests atacs busquen afeblir la capacitat de l'adversari o la seva voluntat per entrar en conflicte, i poden aconseguir-se objectius estratègics sense necessàriament haver-se assolit objectius operatius com a condició prèvia (AFDD 3–70, Strategic Attack).[13]
- La Interdicció Aèria són les operacions aèries portades a terme per divertir, interrompre, retardar o destruir el potencial militar enemci abans que pugui ser llançat contra les forces amigues. La interdicció aèria és portada a terme a distància de les forces amigues que no cal la integració detallada de cada missió aèria amb el foc i el moviment de les forces amigues (AFDD 3-03, Counterland Operations).[13]
- El Suport Aeri Proper és l'acció aèria realitzada contra objectius hostils propers a les forces amigues i que requereix una integració detallada de cada missió aèria amb el foc i el moviment d'aquestes forces. (JP 1-02). Pot ser una acció prevista o en petició d'alerta (terrestre o aèria). Pot realitzar-se a través del ROMO.[13]

#### Operacions Especials

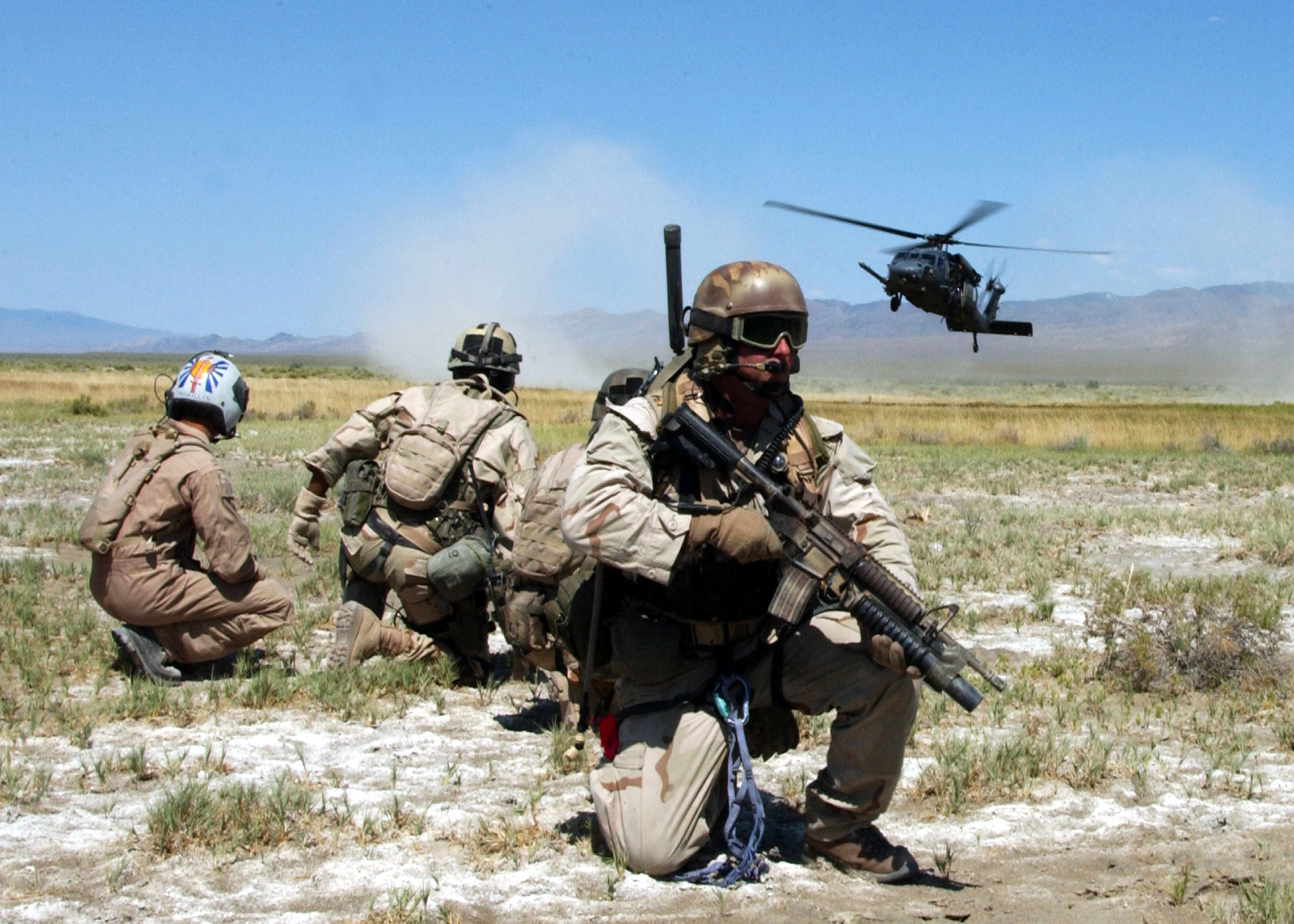
Paracaigudistes de rescat i un "supervivent" simulat miren com un helicòpter HH-60G Pave Hawk es prepara per aterrar.

- Les Operacions Especials són les operacions portades a terme en ambients hostils, negats o políticament sensibles per assolir objectius militars, diplomàtics, informatius i/o econòmics mitjançant les capacitats militars pels quals no hi ha una necessitat de forces convencionals més àmplies. Aquestes operacions poden requerir capacitats de cobertura, clandestinitat o baixa visibilitat. Les operacions especials es porten a terme mitjançant el ROMO. Poden portar-se a terme independentment o en conjunció amb operacions de forces convencionals o d'altres agències del govern i poden incloure operacions mitjançant, amb o realitzades per forces indígenes o substitutes. Les operacions especials difereixen de les operacions convencionals en el grau del risc físic o polític, les tècniques operatives, la manera de fer-les servir, la independència del suport amic, i la dependència dels actius indígenes i de la intel·ligència detallada operativa (JP 1-02).[13]
- El Suport Àgil de Combat és la capacitat de crear de forma efectiva, preparar, implementar, utilitzar, mantenir i protegir el Comandament d'Operacions Especials de la Força Aèria (AFSOC), personal, actius i capacitats de tot el ROMO a una iniciativa, la velocitat escollida i tempo.[13]
- Les Operacions de Defensa Interna d'aviació estrangera executar directament la seguretat i la política exterior dels EUA, com a elements del poder aeri conformen el camp de batalla i dur a terme les operacions d'estabilitat, abast i atac global. Això s'aconsegueix mitjançant l'aplicació del conjunt de la missió (avaluar, entrenar, assessorar i ajudar les forces d'aviació estrangeres) a través d'un continu de llocs de treball descrites com assistència indirecta, assistència directa (no incloent-hi el combat) i les operacions de combat.[13]
- Les Operacions Aèries de Camp de Batalla són ún conjunt únic de capacitats de combat (control de combat, rescat paracaigudista, temps de combat i el control aeri tàctic), ofert per un component de les forces d'operacions especials (SOF). Els homes que integren, sincronitzen i controlen capacitats per assolir objectius tàctics, operatius i estratègics.[13]
- Comandament i Control és l'exercici de l'autoritat de comandament i direcció sobre les forces assignades i adjuntades mitjançant elements C2 entrenats, organitzats i equipats. Els elements operatius C2 consisteixen en personal i equip amb capacitats especialitzades per planejar, dirigir, coordinar i controlar forces en la conducció d'operacions especials conjuntes o combinades.[13]
- Les Operacions d'Informació és l'ús integrat de les capacitats d'operacions d'influència, de guerra electrònica i operacions de guerra a la xarxa, d'acord amb usuaris específics de control integrat, per influenciar, interrompre, corrompre o usurpar decisions humanes i automàtiques adverses en la mateixa protecció.[13]
- Intel·ligència, Vigilància i Reconeixement és la sincronització i integració de plataformes i sensors amb els processos de planificació i direcció, recollida, processamet i explotació, anàlisis, producció i disseminació. Aquestes activitats proveeixen intel·ligència processable, temps, alerta ambiental i predicció a través de tots els graons de comandament.[13]
- Les Operacions de Suport Militar a la Informació són operacions planejades per transmetre informació triada i indicadors als públics estrangers per influenciar les seves emocions, motivacions, raonament objectiu i finalment el comportament dels governs estrangers, organitzacions, grups i individus. El propòsit d'aquest suport d'informació és el d'induir o reforçar les actituds i comportaments estrangers de manera favorable als objectius inicials.[13]
- L'Atac de Precisió prové al CCDR amb una capacitat integrada de trobar, fixar, rastrejar, triar, enfrontar i avaluar objectius emprant un sistema d'armes únic o una combinació de sistemas. Inclou el suport aeri proper, la interdicció aèria i les missions armades de reconeixement.[13]
- La Mobilitat Aèria Especialitzada és la conducció d'una infliltració ràpida i global, exfiltració, i subministrament de personal, equip i material emprant sistemas i tàctiques especialitzades. Aquestes missions poden ser clandestines, de baixa visibilitat o ofertes i clàrament hostils.[13]
- El Reaprovisionament especialitzat és la realització d'un reabastiment de combulstible ràpid usant sistemes i tàctiques especialitzades. Això inclou el reabastiment en vol d'aviosn d'elevació vertical i reabastir de combustible a terra. Aquestes missions poden ser clandestines, de baixa visibilitat, o obertes i en entorns hostils, o políticament sensibles.[13]

#### Mobilitat Global Ràpida

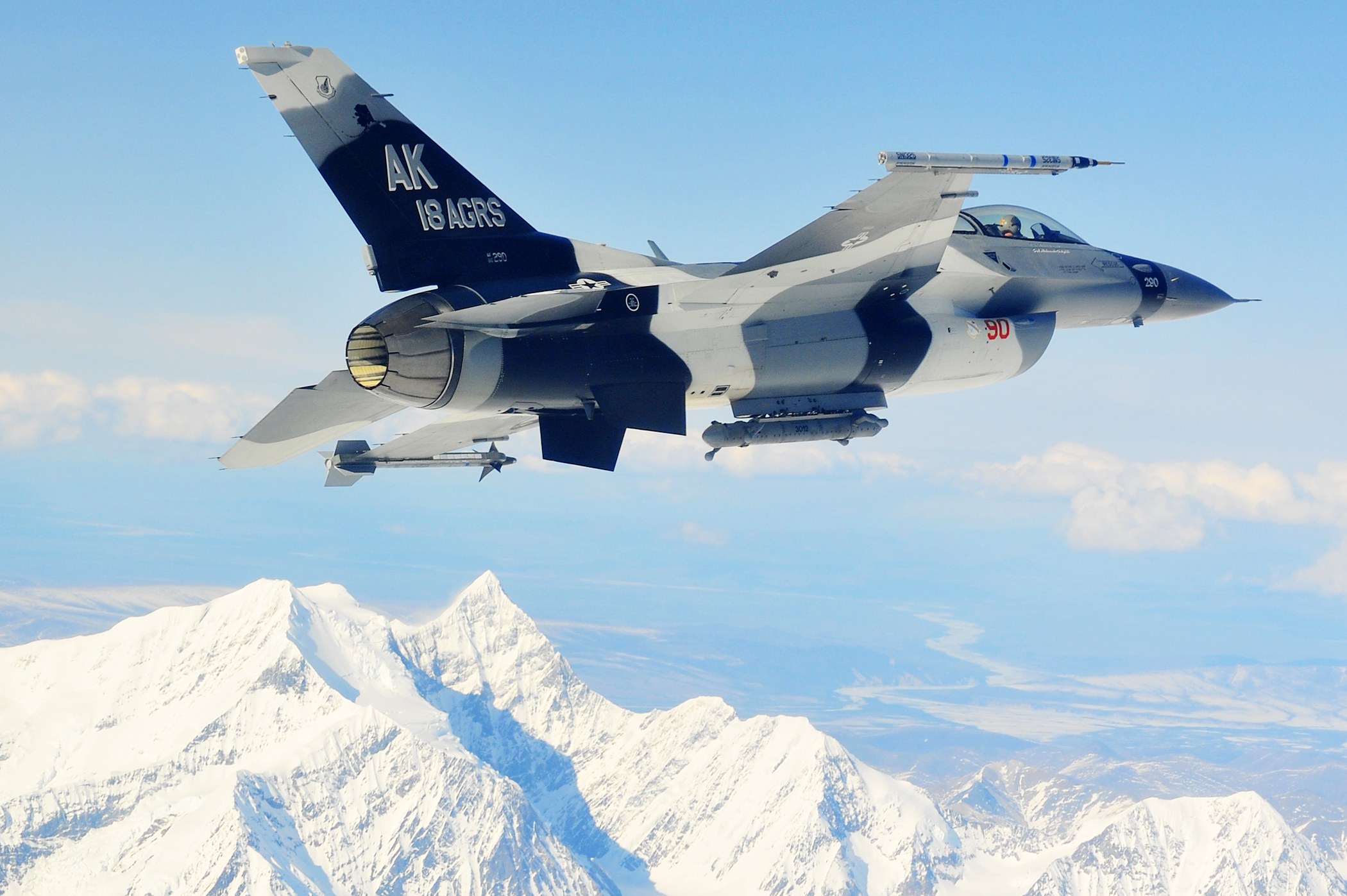
Un F-16 sobre les muntanyes d'Alaska

- La Mobilitat Global Ràpida és el desplegament, ús, manteniment, augment i redesplegament de les forces i capacitats militars al ROMO. Proporciona a les forces militars conjuntes la capacitat de traslladar-se d'un lloc a l'altre mantenint la capacitat d'acomplir la seva missió primària. La Mobilitat Global Ràpida és virtualment essencial per a cada operació militar, permetent a les forces que arribin ràpidament als seus destins dins i fora dels Estats Units ràpidament, assolint la iniciativa mitjançant la velocitat i la sorpresa.[13]
- Pont Aeri són les operacions de transport i lliurament de forces i material per via aèria en suport d'objectius estratègics, operatius o tàcitcs. Les operacions ràpides i flexibles realitzades mitjançant pont aeri permeten a les forces militars i als caps nacionals la capacitat de respondre i operar en una varietat de situacions en intervals molt breus. La capacitat d'operar a nivell global proporciona la capacitat que les forces dels Estats Units puguin arribar allà on calgui.[13]
- El Re-proveïment en Vol (JP 1-02) expand la presència, incrementa l'abast i serveix com a multiplicador de la força. Permet que els actius aeris arribin més ràpidament a qualsevol zona del món en problemes amb menys dependència de l'existència de bases o de la possibilitat d'aterrar/enlairar-se.[13]
- LEvacuació aeromedicalitzada és el moviment de pacients sota supervisió mèdica a i entre instal·lacions mèdiques mitjançant transport aeri (JP 1-02). JP 4-02, Suport de Servei de Salut es defineix com el moviment d'avions d'ala fixa de les baixes a i entre instal·lacions mèdiques, usant tripulacions aèries preparades específicament per a aquesta missió.[13]

#### Recuperació de Personal
- La Recuperació de Personal (Personnel Recovery - PR) és la suma d'esforços militars, diplomàtics i civils per preparar i per executar la recuperació i reintegració de personal aïllat (JP 1-02). És capacitat del governament estatunidenc i dels seus col·legues internacionals afectar la recuperació de personal aïllat al ROMO i retornar aquest personal al servei. La Recuperació de Personal també millora el desenvolupament d'una capacitat efectiva i global per protegir i recuperar personal aïllat allà on estigui amb risc; negar a l'enemic la capacitat d'explorar una nació mitjançant la propaganda i per desenvolupar conjuntament i entre les diverses agències del govern i les capacitats internacionals que contribueixen a la resposta de la crisi i l'estabilitat regional.[13]

#### Suport Àgil de Combat
- El Suport Àgil de Combat (Agile Combat Support - ACS) és la capacitat per posar a lloc, protegir i donar suport les forces de la Força Aèria al ROMO per assolir efectes conjunts.[13]
- La Posada a punt de la Força Total inclou l'organització, entrenament i equipament de les forces; establint la qualitat de la vida i el manteniment del nucli de seguretat; i posar al camp i planejar l'ús de les forces operatives i de suport pels requeriments globals de la missió.[13]
- Preparar l'espai de batalla inclou la preparació per implementar i posar a punt un ús ràpid; preposicionar recursos i condicionar teatres específics i/o localitzacions de contingència de manera per trobar un temps de tancament; i establir nivells per a les potencials operacions.[13]

#### Creació d'Associacions
- La Creació d'Associacions es descriu com la interaccionació dels membres de la USAF amb membres d'altres forces aèries i d'altres actors rellevants per desenvolupar, guiar i mantenir relacions pel benefici i la seguretat mútues. La creació d'associacions és la relació amb els altres i, per tant, és una empresa interpersonal i intercultural. Mitjançant les paraules i els fets, la major part d'aquesta interaccionació es dedica a construir relacions basades en la confiança pel benefici mutu. Inclou tant els socis estrangers així com els domèstics i posa l'èmfasi en la col·laboració amb els governs, les forces armades i la població estrangera, així com entre els diferents departaments del govern dels Estats Units, les seves agències, indústria i organitzacions no governamentals. Per facilitar aquests esforços, els membres de la USAF han de ser competents en l'idioma, la regió i la cultura d'allà on es trobin.[13]
- Els Comunicats es refereixen al desenvolupament i presentació d'informació a les audiències domèstiques per millorar l'entendiment. És també la capacitat per desenvolupar i presentar informació als públics adversaris estrangers per afectar les seves percepcions i capacitats per tal d'assegurar la seguretat nacional i/o els interessos globals de seguretat.[13]
- Forma es refereix a la realització d'activitats que afecten la percepció, la voluntat, el comportament i la capacitat dels socis, les forces militars i poblacions pertinents per a impulsar la seguretat nacional dels Estats Units o dels interessos de seguretat compartits a nivell mundial.[13]

## Història
El Departament de Guerra creà un primer antecedent de la Força Aèria el 1907, el qual a través d'una successió de canvis d'organització, títols i missions avançaren fins a una eventual separació 40 anys després. Durant la Segona Guerra Mundial, gairebé 68.000 membres de la Força Aèria van morir; i només la infanteria va patir més baixes. A la pràctica, la USAAF era virtualment independent de l'Exèrcit durant la Segona Guerra Mundial, però els oficials volien una independència formal. La Força Aèria dels Estats Units esdevingué un servei independent el 18 de setembre de 1947 amb la implementació de l'Acta de Seguretat Nacional de 1947. L'Acta creà "l'Establiment Militar Nacional" (rebatejat Departament de Defensa el 1949), format per 3 departaments militars subordinats, el Departament de l'Exèrcit, el Departament de la Marina i un de nova creació anomenat Departament de la Força Aèria. Abans de 1947, la responsabilitat de l'aviació militar estava compartida entre l'Exèrcit (per les operacions amb base a terra), la Marina (per les operacions amb base al mar des de portaavions i avions amfíbia i el Cos de Marines (per les operacions de suport proper aeri). La dècada de 1940 es demostrà important en altres aspectes. El 1947 el capità Chuck Yeager trencà la barrera del so en el seu avió X-1, iniciant una nova era de l'aeronàutica americana.

Escarapel·les que han aparegut sobre els avions americans
1) maig/1917–febrer/1918
2) febrer/1918–agost/1919
3) agost/1919–maig/1942
4) maig/1942–juny/1943
5) juny/1943–setembre/1943
6) setembre/1943–gener/1947
7) gener/1947–

Les organitzacions de l'Exèrcit que van precedir la Força Aèria actual són:
- Aeronautical Division, Signal Corps 1 d'agost de 1907–18 de juliol de 1914
- Secció d'Aviació, Cos de Senyals dels Estats Units 18 de juliol de 1914–20 de maig de 1918
- Divisió d'Aeronàutica Militar 20 de maig de 1918–24 de maig de 1918
- Servei Aeri de l'Exèrcit dels Estats Units 24 de maig de 1918–2 de juliol de 1926
- Cos Aeri de l'Exèrcit dels Estats Units 2 de juliol de 1926–20 de juny de 1941*
- Força Aèria de l'Exèrcit dels Estats Units 20 de juny de 1941–18 de setembre de 1947

* El Cos Aeri esdevingué un element subordinat de les Forces Aeris de l'Exèrcit el 20 de junt de 1941, i va ser abolit com a organització administrativa el 9 de març de 1942. Continuà existint com a arma de combat de l'Exèrcit (similar a la infanteria, l'artilleria o les unitats cuirassades) fins que s'abolí fins a les previsions de reorganització de l'Acta de Seguretat Nacional de 1947, del 26 de juliol de 1947.

### Conflictes
- I Guerra Mundial[19] com a Secció d'Aviació, Cos de Senyals dels Estats Units
- II Guerra Mundial[19] com a Força Aèria de l'Exèrcit dels Estats Units
- Guerra Freda
- Guerra de Corea
- Guerra de Vietnam
- Operació Eagle Claw (Rescat dels ostatges a l'Iran - 1980)
- Operació Urgent Fury (Invasió americana de Grenada - 1983)
- Operació El Dorado Canyon (Bombardeig americà de Líbia - 1986)
- Operació Just Cause (Invasió estatunidenca de Panamà - 1989–1990)
- Operacions Desert Shield i Desert Storm (Guerra del Golf Pèrsic - 1990–1991)

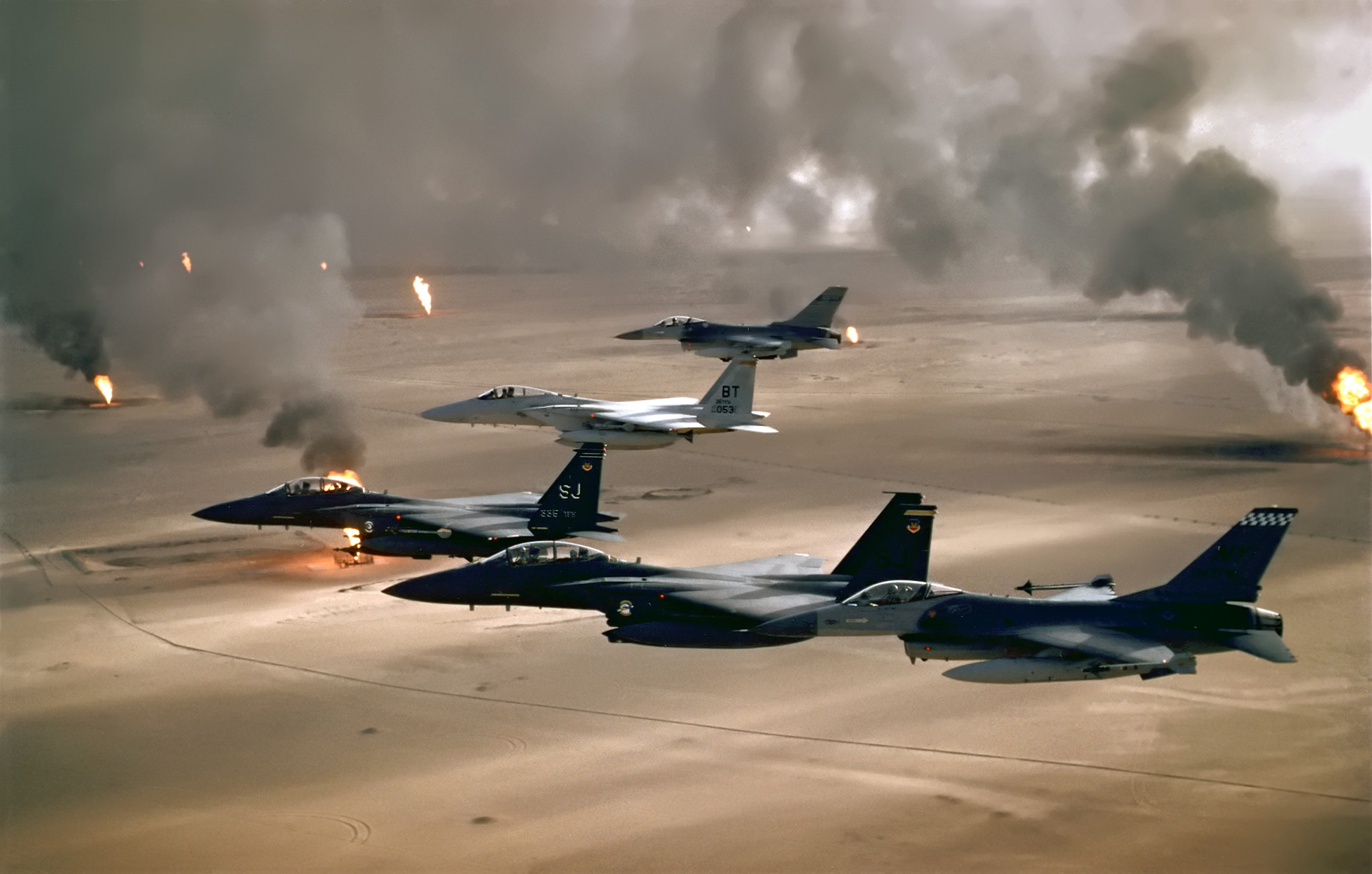
Avions de la USAF operant durant la guerra del Golf.

- Operació Southern Watch (Zona d'exclusió aèria a l'Iraq - 1992–2003)
- Operació Deliberate Force (Bombardeig de l'OTAN a Bòsnia i Hercegovina - 1995)
- Operació Northern Watch (Zona d'exclusió aèria a l'Iraq - 1997–2003)
- Operació Desert Fox (Bombardeig de l'Iraq - 1998)
- Operació Allied Force (Bombardeig de l'OTAN a Iugoslàvia - 1999)
- Operació Enduring Freedom (Guerra de l'Afganistan - 2001–present)
- Operaciós Iraqi Freedom i New Dawn (Guerra de l'Iraq - 2003–2011)
- Operació Odyssey Dawn (Zona d'exclusió aèria a Líbia - 2011)

### Operacions humanitàries
La USAF també ha pres part en nombroses operacions humanitàries. Entre les principals trobem:
- Pont aeri de Berlín (Operació Vittles), 1948–1949
- Operació Safe Haven, 1956–1957
- Operacions Babylift, New Life, Frequent Wind i New Arrivals, 1975
- Operació Provide Comfort, 1991
- Operació Sea Angel, 1991
- Operació Provide Hope, 1992–1993
- Operació Unified Assistance, Desembre 2004 – Abril 2005
- Operació Unified Response, 14 de gener de 2010–present
- Operació Tomodachi, 12 de marc de 2011 – 1 de maig de 2011

## Organització

### Organització administrativa
El Departament de la Força Aèria és un dels tres departaments militars del Departament de Defensa, dirigit pel Secretari de la Força Aèria, un funcionari civil, sota l'autoritat, direcció i control del Secretari de Defensa. Els oficials superiors de l'Oficina del Secretari de la Força Aèria són el Sots-Secretari de la Força Aèria, quatre Secretaries Assistents de la Força Aèria i el Consell General, tots nomenats pel President, amb el consell i consentiment del Senat. El cap militar als Estats Units és fet pel Cap de l'Estat Major de la Força Aèria i el Sots-Cap de l'Estat Major de la Força Aèria
Els comandaments i unitats directament subordinats són denominats Agència d'Operacions de Camp (FOA), Unitat d'Informació Directa (DRU) i l'Agència Separada d'Operacions.
El Comandament Principal (MAJCOM) és el nivell jeràrquicament superior de comandament. Inclou el Comandament de la Reserva de la Força Aèria (el 30 de setembre del 2006 la USAF tenia 10 comandaments principals). Els Forces Aèries Numerades és un nivell de comandament directament sota el MAJCOM, seguit pel Comandament Operatiu, les Divisions Aèries, les Ales, els Grups, els Esquadrons i els Vols.

### Quarter General de la Força Aèria
- Oficina del Secretari de la Força Aèria, El Pentàgon, Comtat d'Arlington, Virgínia
- Estat Major de l'Aire, El Pentàgon, Comtat d'Arlington, Virgínia

### Principals Comandaments
- Air Combat Command (ACC), estacionada a Joint Base Langley-Eustis, Virgínia
  -  1a Força Aèria, estacionada a Tyndall Air Force Base, Panama City, Florida
  -  9a Força Aèria, estacionada a Shaw Air Force Base, Carolina del Sud
  -  12a Força Aèria, estacionada a Davis-Monthan Air Force Base, Tucson, Arizona
  -  Central de les Forces Aèries dels Estats Units, estacionada a Shaw Air Force Base, Carolina del Sud
  -  Centre de Guerra de la Força Aèria dels Estats Units, estacionat a Nellis Air Force Base, Nevada
- Comandament Aeri d'Educació i Entrenament (AETC), estacionat a Joint Base San Antonio, Texas
  -  2a Força Aèria, estacionada a Keesler Air Force Base, Biloxi, Mississipi
  -  19a Força Aèria, estacionada a Joint Base San Antonio, Texas
  -  Servei de Reclutament de la Força Aèria, estacionada a Joint Base San Antonio, Texas
  -  La Universitat de l'Aire, amb seu a Maxwell-Gunter Air Force Base, Montgomery, Alabama
  -  Centre Mèdic Wilford Hall, amb seu a Joint Base San Antonio, Texas
- Comandament d'Atac Global de la Força Aèria (AFGSC), amb seu a Barksdale Air Force Base, Louisiana
  -  8a Força Aèria, estacionada a Barksdale Air Force Base, Louisiana
  -  20a Força Aèria, estacionada a Francis E. Warren Air Force Base, Cheyenne (Wyoming)
- Comandament Material de la Força Aèria (AFMC), estacionat a Wright-Patterson Air Force Base, Dayton (Ohio)
  -  Centre de Sistemes Aeronàutics, estacionat a Wright-Patterson Air Force Base, Dayton (Ohio)
  -  Centre de Proves de Vol de la Força Aèria, estacionat a Edwards Air Force Base, Palmdale, Califòrnia
  -  Centre Global de Suport Logístic de la Força Aèria, estacionat a Scott Air Force Base, Belleville (Illinois)
  -  Centre d'Armes Nuclears de la Força Aèria, estacionat a Kirtland Air Force Base, Albuquerque, Nou Mèxic
  -  Laboratori de Recerca de la Força Aèria, estacionat a Wright-Patterson Air Force Base, Dayton (Ohio)
  -  Centre d'Assistència de Seguretat de la Força Aèria, estacionat a Wright-Patterson Air Force Base, Dayton (Ohio)
  -  Centre d'Armament Aeri, estacionat a Eglin Air Force Base, Fort Walton Beach, Florida
  -  Centre de Desenvolupament d'Enginyeria Arnold, amb seu a Arnold Air Force Base, Manchester, Tennessee
  -  Centre de Sistemes Electrònics, estacionat a Hanscom Air Force Base, Massachusetts
- Comandament de la Reserva de la Força Aèria (AFRC), estacionat a Robins Air Force Base, Geòrgia
  -  4a Força Aèria, estacionada a March Air Reserve Base, Califòrnia
  -  10a Força Aèria, estacionada a the Naval Air Station Joint Reserve Base Fort Worth, Texas
  -  22a Força Aèria, estacionada a Dobbins Air Reserve Base, Geòrgia
  -  Centre del Personal de la Reserva Aèria, estacionat a Buckley Air Force Base, Colorado

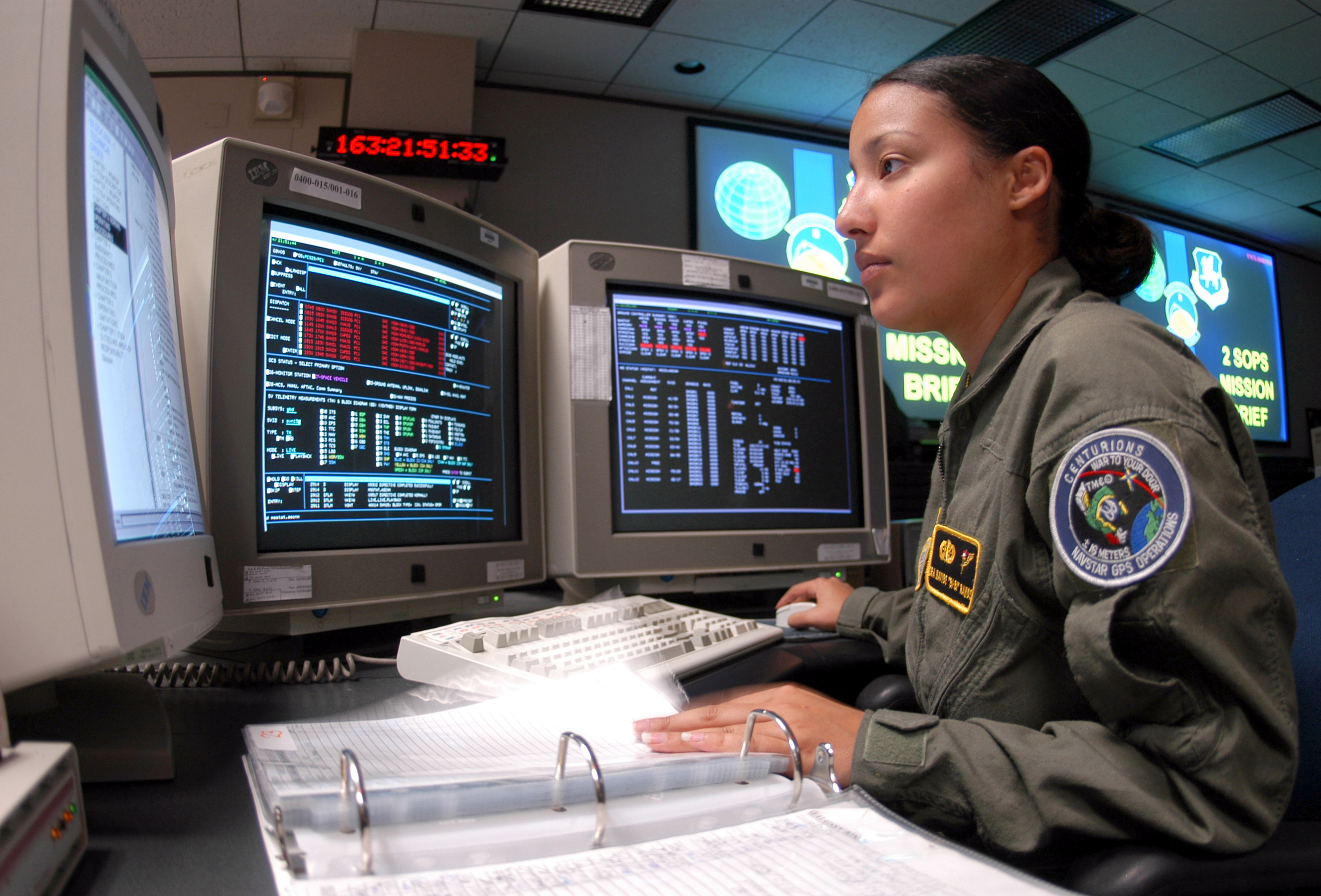
La Senior Airman Nayibe Ramos opera a les operacions del Sistema Global de Posicionament de Satèl·lits. Aquest centre d'operacions controla una constel·lació de 29 satèl·lits en òrbita que dona dades de navegació als usuaris civils i militars de tot el món. L'Aviadora Ramos és una operadora del sistema de satèl·lits del 2n Esquadró d'Operacions Espacials a Schriever AFB, Colorado.

- Comandament Espacial de la Força Aèria (AFSPC), estacionat a Peterson Air Force Base, Colorado Springs, Colorado
  -  14a Força Aèria, estacionada a Vandenberg Air Force Base, Lompoc, Califòrnia
  -  24a Força Aèria, amb seu a Joint Base San Antonio, Texas
  -  Centre de Sistemes Espacials i de Míssils, estacionat a Los Angeles Air Force Base, El Segundo, Califòrnia
  -  Centre d'Innovació i Desenvolupament Espacial, estacionat a Schriever Air Force Base, Colorado
  - Centre d'Integració de Xarxa de la Força Aèria, estacionat a Scott Air Force Base, Illinois

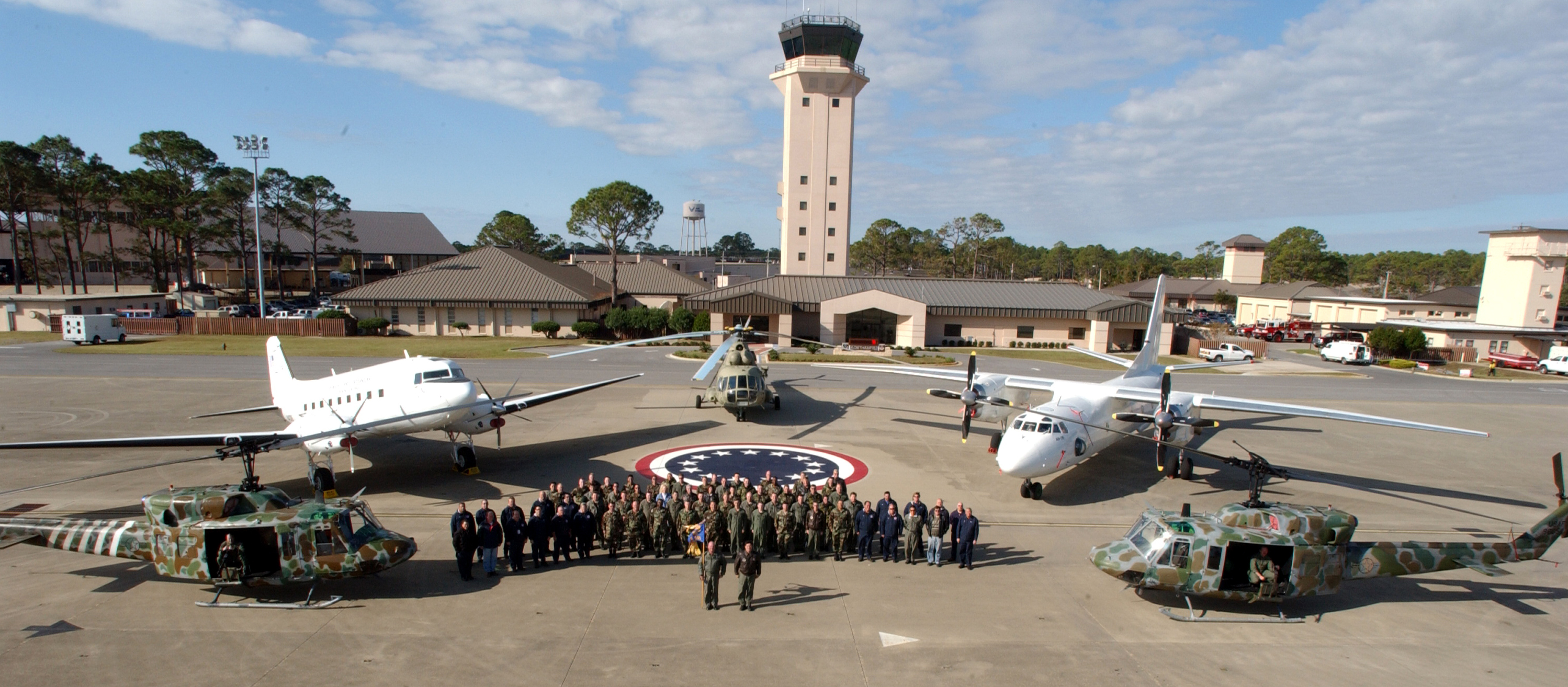
Diversos avions d'un esquadró a Hurlburt Field

- Comandament d'Operacions Especials de la Força Aèria (AFSOC), estacionat a Hurlburt Field, Florida
  -  23a Força Aèria, estacionada a Hurlburt Field, Florida
  -  Centre d'Entrenament d'Operacions Especials, estacionat a Hurlburt Field, Florida
- Comandament de Mobilitat Aèria (AMC), estacionat a Scott Air Force Base, Belleville (Illinois)
  -  18a Força Aèria, estacionada a Scott Air Force Base, Belleville (Illinois)
  -  Centre Expedicionari de la Força Aèria, estacionada a Joint Base McGuire-Dix-Lakehurst, Nova Jersey
- Forces Aèries dels Estats Units a Europa (USAFE), estacionades a Ramstein Air Base, Alemanya
  -  3a Força Aèria, estacionada a Ramstein Air Base, Alemanya
- Forces Aèries del Pacífic (PACAF), estacionades a Joint Base Pearl Harbor-Hickam, Hawaii
  -  5a Força Aèria, estacionada a Base aèria de Yokota, Japó
  -  7a Força Aèria, estacionada a Osan Air Base, Corea del Sud
  -  11a Força Aèria, estacionada a Joint Base Elmendorf-Richardson, Anchorage, Alaska
  -  13a Força Aèria, estacionada a Joint Base Pearl Harbor-Hickam, Hawaii

Els principals components de la USAF, el 30 de setembre del 2006 són els següents:
- Forces en servei actiu
  - 57 ales de vol
  - 8 ales espacials
  - 55 ales no de vol
  - 9 grups de vol
  - 8 grups no de vol
    - 134 esquadrons de vol
    - 43 esquadrons espacials
- Reserva de les Forces Aèries
  - 35 ales de vol
  - 1 ala espacial
  - 4 grups de vol
    - 67 esquadrons de vol
    - 6 esquadrons espacials
- Guàrdia Nacional Aèria
  - 87 ales de vol
    - 101 esquadrons de vol
    - 4 esquadrons espacials

La USAF, incloent-hi els components de la Reserva de la Força Aèria, disposa d'un total de 302 esquadrons de vol.

### Organització administrativa

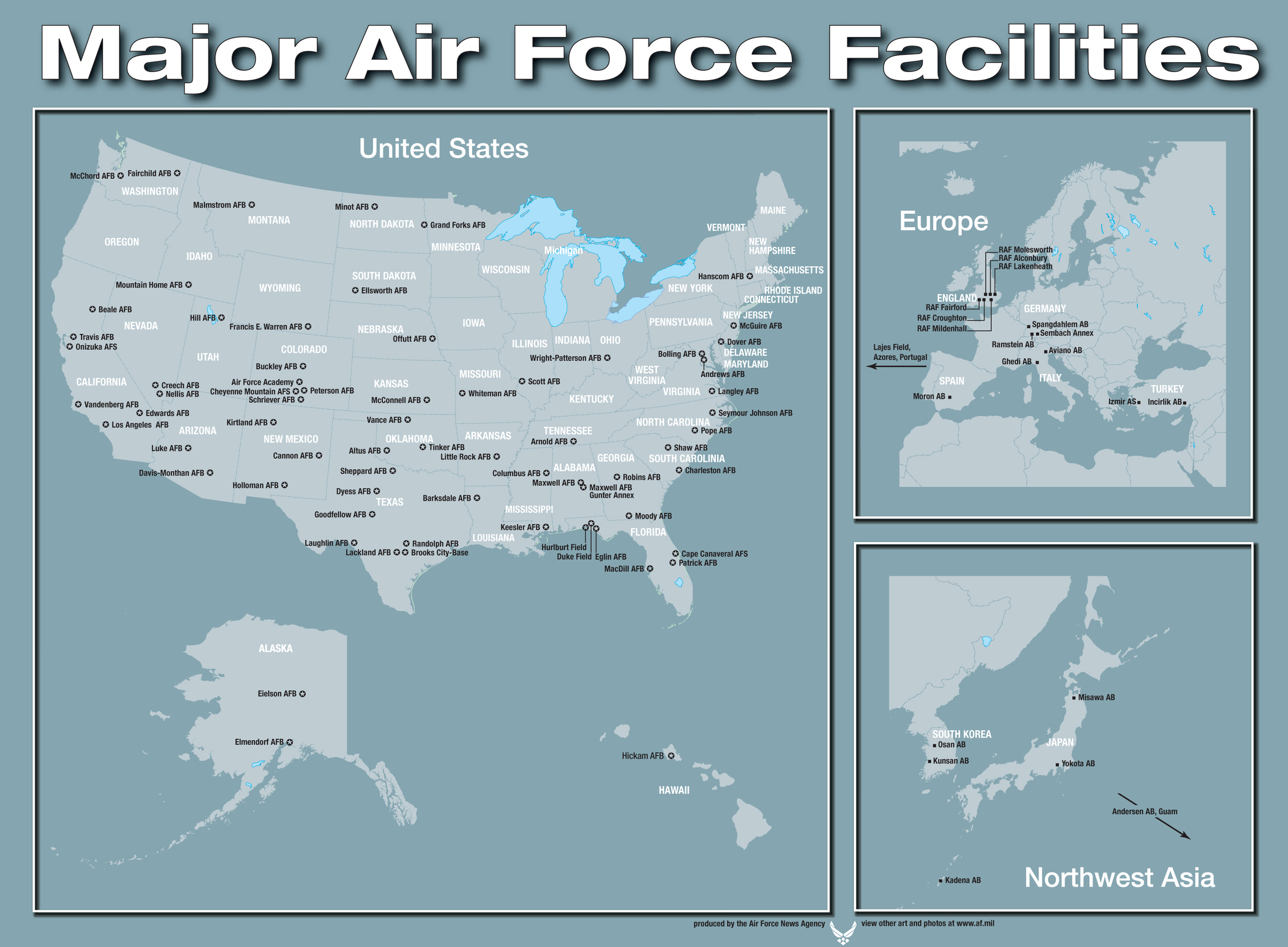
Mapa de les principals instal·lacions de la USAF arreu del món.

L'estructura organitzativa és responsable per a l'organització en temps de pau, equipament i entrenament de les unitats aeroespacials per a missions operatives. Quan se'ls requereix per col·laborar en missions operatives, el Secretari de Defensa dirigeix (SECDEF) el Secretari de la Força Aèria (SECAF) per executar un Canvi en el Control Operatiu (CHOP) d'aquestes unitats del seu alineament administratiu al comandament operatiu d'un comandant de combat regional (CCDR). En cas de les unitats de AFSPC, AFSOC, PACAF, i USAFE, les forces ja es troben normalment sota els CCDRs existents. De la mateixa manera, les forces de l'AMC operant en papers de suport retenen la seva permanyença al USTRANSCOM, llevat que passin a un CCDR regional.

### Task Force Expedicionària Aèria
Les unitats "separades" s'anomenen "forces". El màxim nivell d'aquestes forces és la Task Force Expedicionària Aèria i Espacial (AETF). La AETF és la presentació de forces de la USAF a un CCDR per l'ús del Poder Aeri. Cada CCDR té el suport d'un Component Numerat de la Força Aèria (C-NAF) per proveir planificació i execució de les forces aeroespacials en suport dels requeriments de les CCDR. Cada C-NAF consisteix en un Comandant de les Forces de la USAF (COMAFFOR) i un AFFOR/Estat Major-A, i un Centre d'Operacions Aèries (AOC). Com a necessari per donar suport múltiples Comandaments Conjunts de Forces (JFC) a l'Àrea de Responsabilitat (AOR) del COCOM, el C-NAF pot desplegar Elements Coordinats de Components Aeris (ACCE) per enllaçar amb el JFC. Si la Força Aèria té la preponderància de forces aèries en una zona d'operacions JFC, el COMAFFOR també servirà com a Comandament del Component Conjunt de les Forces Aèries (JFACC).

### Comandant, Forces de la Força Aèria
El Comandant de les Forces de la Força Aèria (COMAFFOR) és el màxim oficial de la USAF responsable de l'ús del poder aeri en suport dels objectius JFC. El COMAFFOR té un estat major especial i un estat major-A per assegurar-se que les forces assignades estan organitzades, equipades i entrenades adequadament per recolzar les missions operatives.

#### Centre d'Operacions Aèries
El Centre d'Operacions Aèries (AOC) és el centre de Comandament i Control (C2) del JFACC. Diversos AOCs han estat establerts per la USAF arreu del món. Aquests centres són responsables de planificar i executat les missions aèries en suport dels objectius del JFC.

### Ales/Grups/Esquadrons Expedicionaris Aeris
El AETF genera el poder aeri en suport els objectius del COCOM des de les Ales Expedicionàries Aèries (AEW) o Grups Expedicionaris Aeris (AEG). Aquestes unitats són responsables per rebre forces de combat dels MAJCOMs de la Força Aèria, preparant aquestes forces per a missions operatives, llançant i recuperant aquestes forces, i per retornar aquestes forces al MAJCOMs. Els Sistemes de Control Aeri del Teatre controlen l'ús de forces durant aquestes missions.

## Inventari d'aeronaus
La USAF disposava d'unes 5.778 aeronaus en servei el 2004. Fins al 1962, l'Exèrcit i la Força Aèria van mantenir un sistema de denominació d'avions, mentre que la Marina en mantenia un de separat. Però el 1962 va quedar unificat en un únic sistema que mostrava millor el mètode Exèrcit/Força Aèria. Els diversos avions de la Força Aèria inclouen:

### A – Atac terrestre

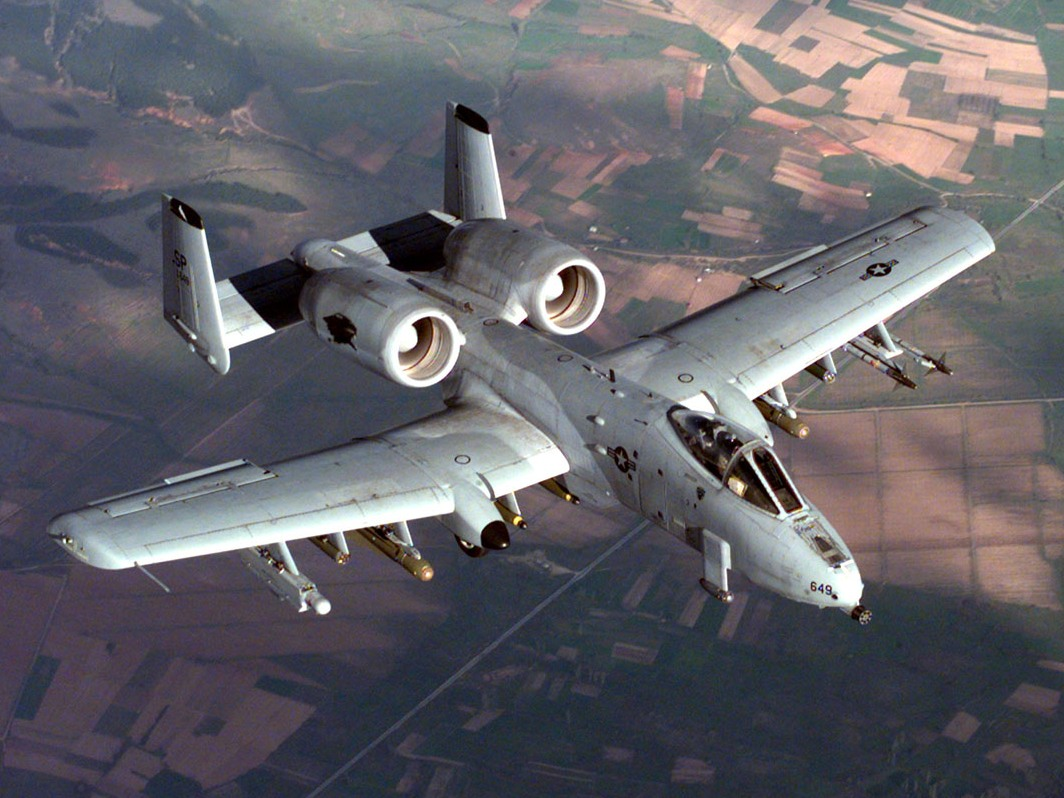
Avió d'atac a terra A-10 Thunderbolt II.

"A" d'attack (atac). Els avions d'atac terrestre de la USAF estan dissenyats per atacar objectius a terra i sovint són desplegats com a suport aeri proper i en proximitat a les forces terrestres. La proximitat de forces amigues requereix atacs de precisió que no són possibles de fer amb els bombarders. La seva missió és tàctica i no pas estratègica, operant al front de la batalla i no pas contra objectius situats a la rereguarda enemiga.
- A-10A/C/OA-10A Thunderbolt II
- AC-130H/U Spectre/Spooky II

### B – Bombarders

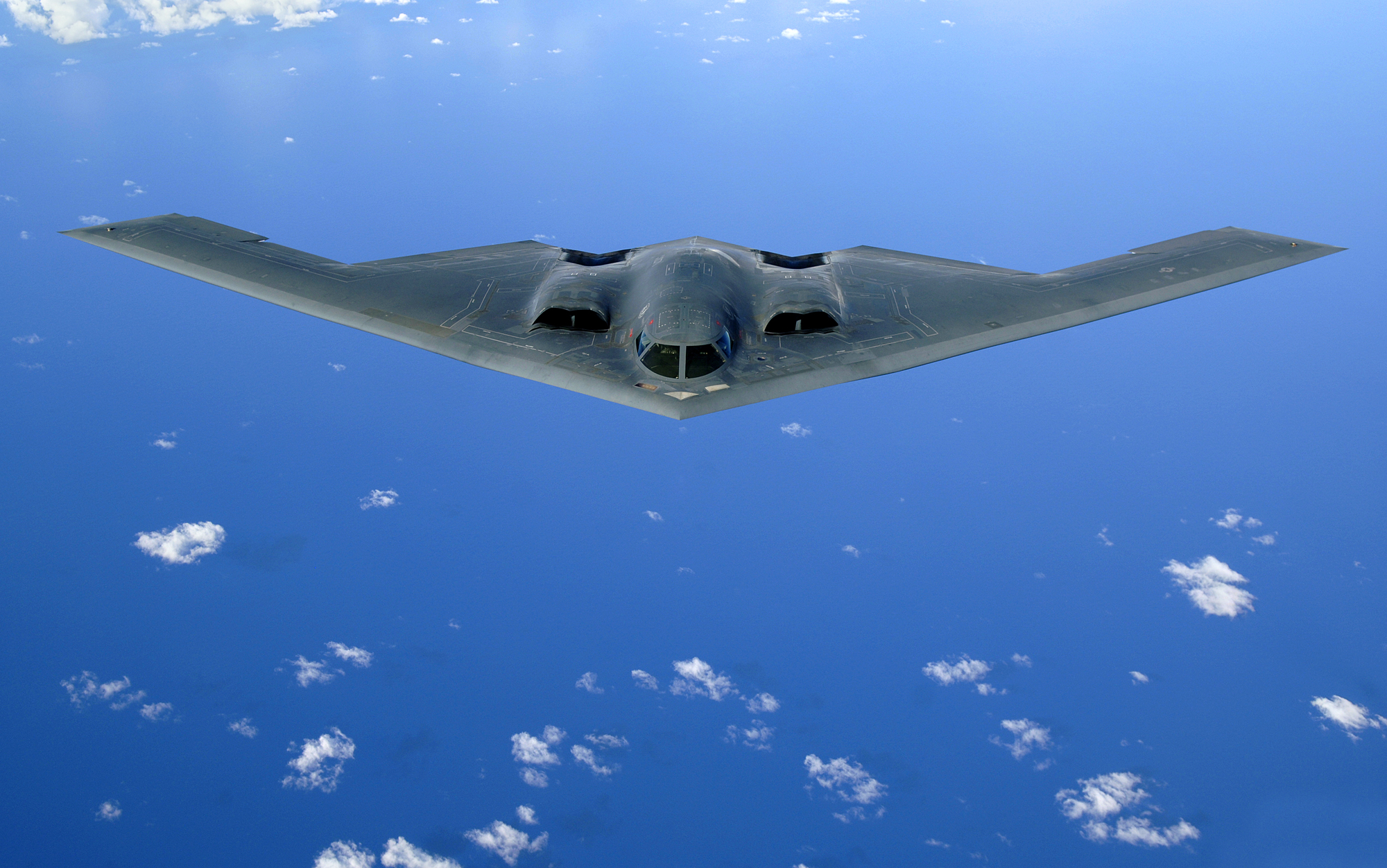
Bombarder estratègic furtiu B-2 Spirit

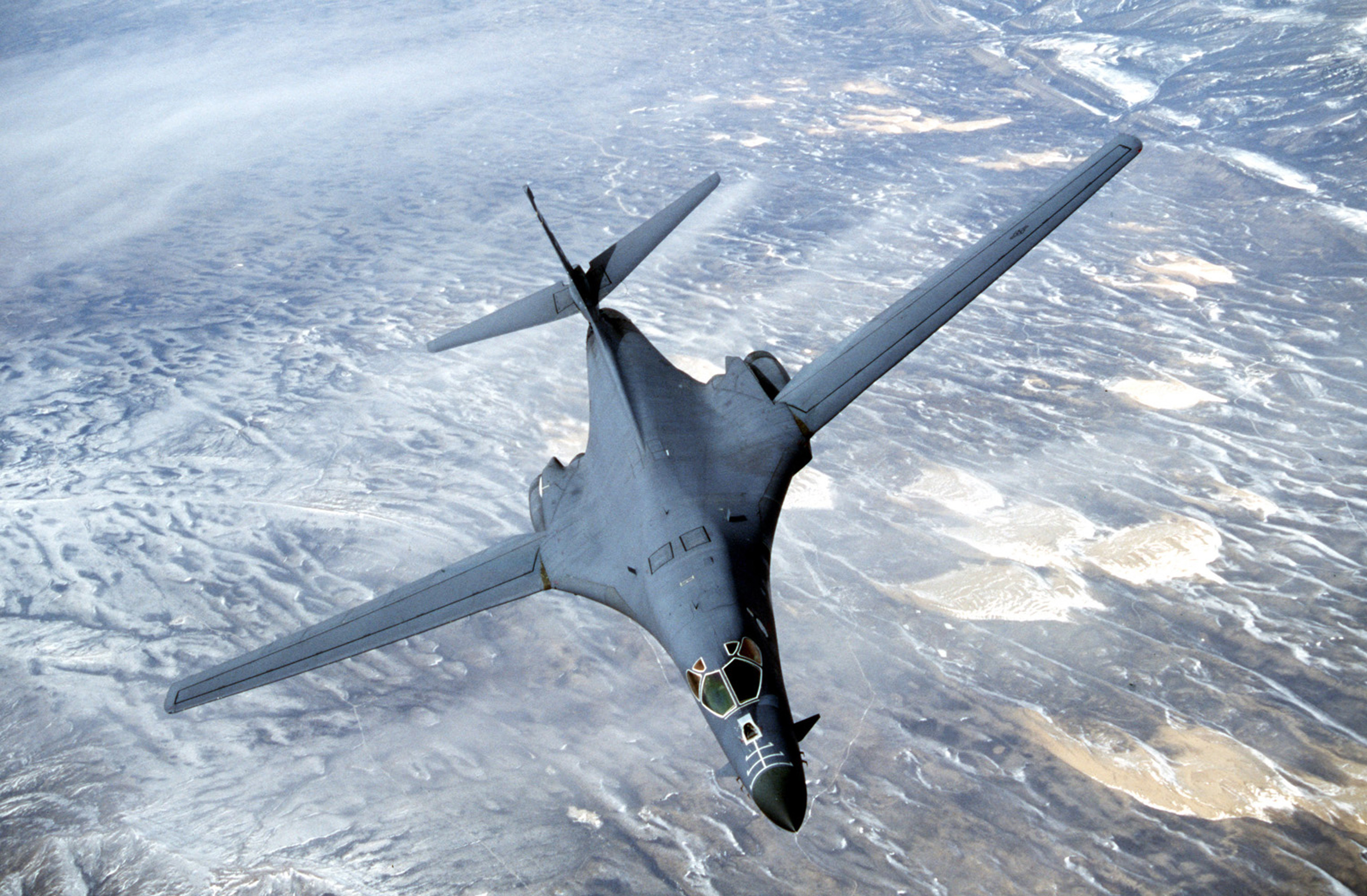
Bombarder estratègic supersònic B-1B Lancer

"B" de bomber (bombarder). A la USAF, la distinció entre bombarders, caces bombarders i avions d'atac ha quedat obsoleta. Molts d'aquests avions de combat, fins i tot aquells que semblen caces, estan optimitzats per llançar bombes, amb molt poca capacitat per participar en un combat aeri. Molts d'aquests caces, com el F-16, sovint són emprats com a "camions bomba", tot i estar dissenyats pel combat aeri. Potser l'única distinció possible actualment és una qüestió d'abast: un bombader generalment és un avió de llarg radi d'acció capaç d'atacar objectius molt endinsats al territori enemic, mentre que els caces bombarders i els avions d'atac estan limitats a missions al teatre a la zona de combat o a la zona circumdant. Fins i tot aquesta distinció s'elimina gràcies a la possibilitat de carregar combustible en ple vol, la qual cosa incrementa enormement el radi potencial d'operacions de combat. Els Estats Units són, juntament amb Rússia, l'únic país que fa servir bombarders estratègics.
La majoria de la flota de bombarders estatunidencs està envellint ràpidament. El fuselatge del B-52 Stratofortress té 50 anys, i està previst que siguin mantinguts en servei durant 30 anys més, en un cas sense precedents de longetivitat en servei. Els plans pels successors per la força actual de bombarders estratègics actualment només està en fase de projecte, i la pressió política i financera suggereix que és probable que continuïn sent un projecte en un futur immediat.
- B-1B Lancer
- B-2A Spirit
- B-52H Stratofortress

### C – Avions de transport

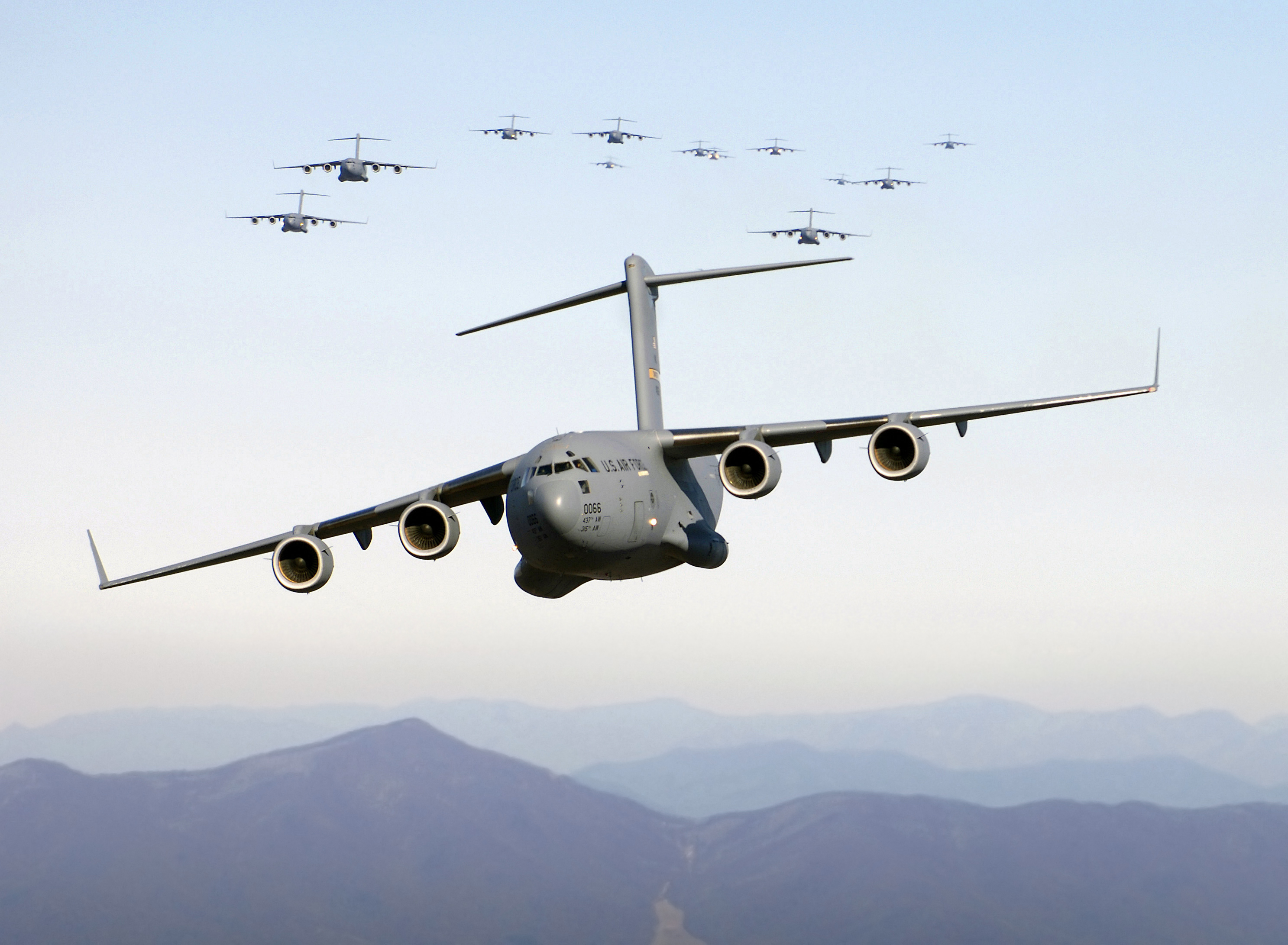
El C-17 Globemaster III, l'avió de transport més nou i més versàtil de la USAF

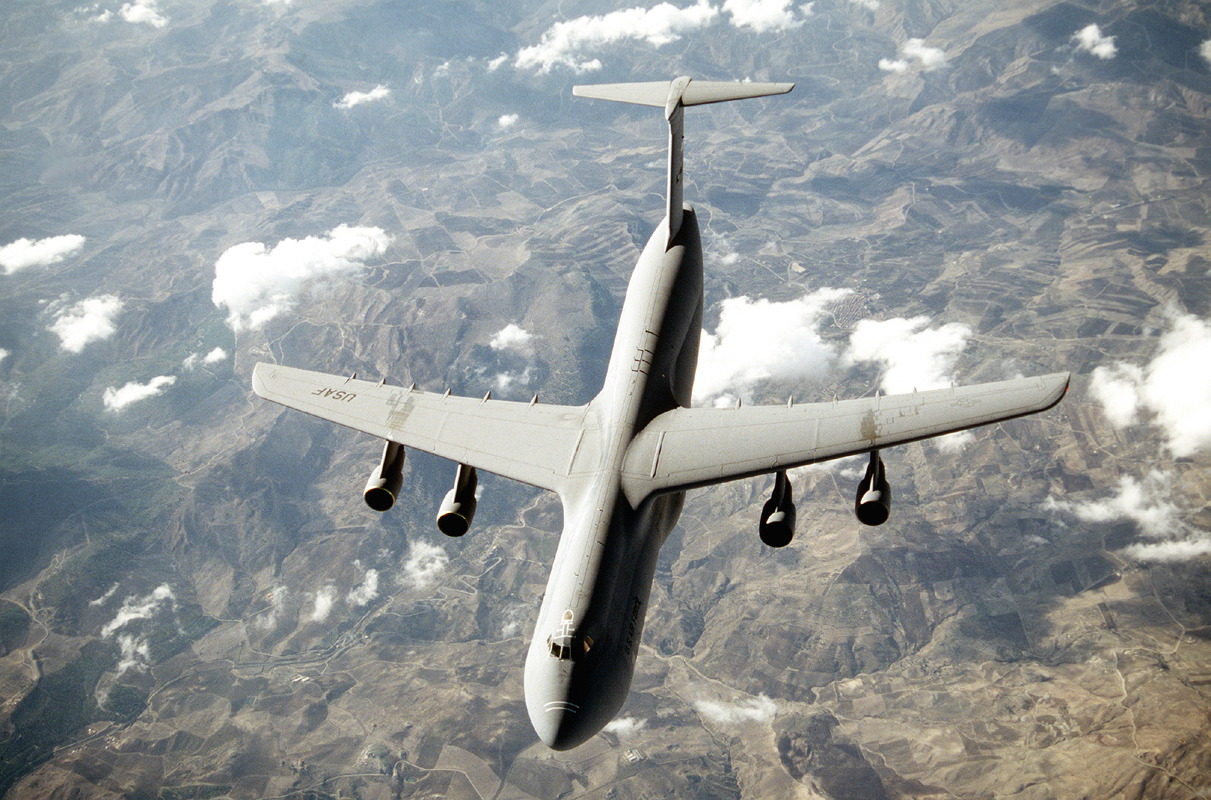
El pont aeri pesat C-5 Galaxy

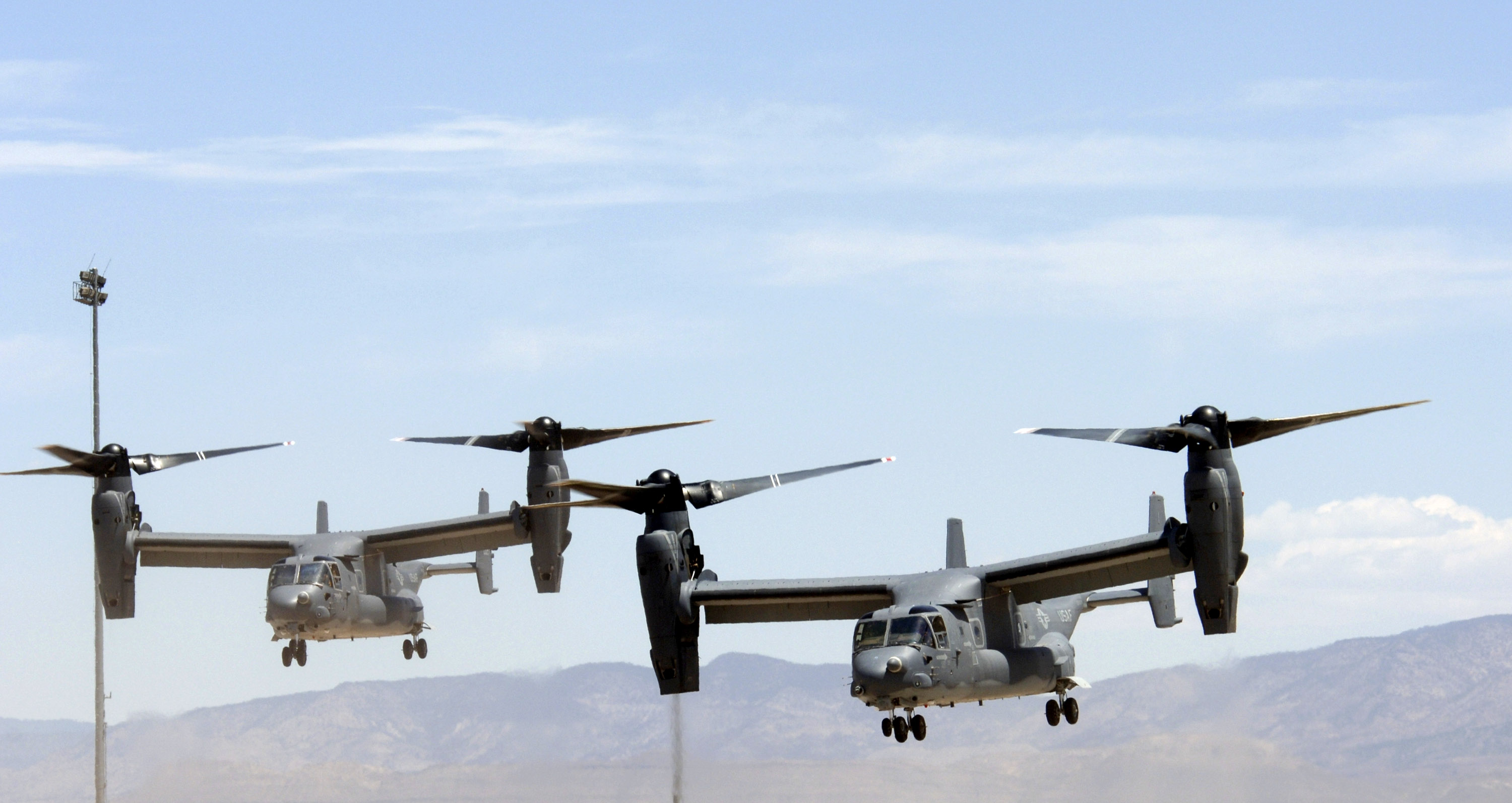
El convertiplà CV-22 Osprey

"C" de cargo (càrrega). La USAF pot proporcionar amb rapidesa una mobilitat a nivell mundial, que es troba al cor de l'estratègia estatunidenca en aquest entorn, sense la capacitat de projectar forces, on no hi ha dissuasió convencional. Mentre que les tropes americanes desplegades a l'exterior continuen disminuint, els interessos globals continuen, convertint en cada cop més necessàries les capacitats de mobilitat de la USAF. La mobilitat aèria és un actiu nacional de creixent importància en resposta a les emergències i per protegir els interessos americans arreu del món.
Els avions de càrrega i de transport habitualment s'usen per portar tropes, armes i equipament militar mitjançant una varietat de mètodes a qualsevol zona d'operacions militars arreu del món, usualment fora de les rutes de vol comercial en un espai aeri sense control. Els puntals del Comandament de Mobilitat de l'Exèrcit de la USAF són el C-130 Hercules, el C-17 Globemaster III i el C-5 Galaxy. Aquests avions són definits principalment en termes de la seva capacitat de radi d'acció com a pont aeri estratègic (C-5), estratègic/tàctic (C-17) i tàctic (C-130), segons les necessitats de les forces terrestres a les que han d'oferir suport més sovint. El CV-22 és emprat per la USAF pel Comandament d'Operacions Especials (USSOCOM). Realitza missions d'operacions especials de llarg abast, i està equipat amb tancs de combustible extra i equips de seguiment de radar terrestre.
- C-5A/B/C/M Galaxy
- C-12C/D/F Huron
- C-17A Globemaster III
- C-20A/B/C Gulfstream III
- C-20G/H Gulfstream IV
- C-21A Learjet
- C-27J Spartan
- C-37A/B Gulfstream V
- C-38A Courier
- C-40B Clipper
- C-41A Aviocar
- C-47T Skytrain (6è Esquadró d'Operacions Especials)[24]
- C-130E/H Hercules
- C-130J Super Hercules
- CV-22B Osprey

### E – Missions especials electròniques

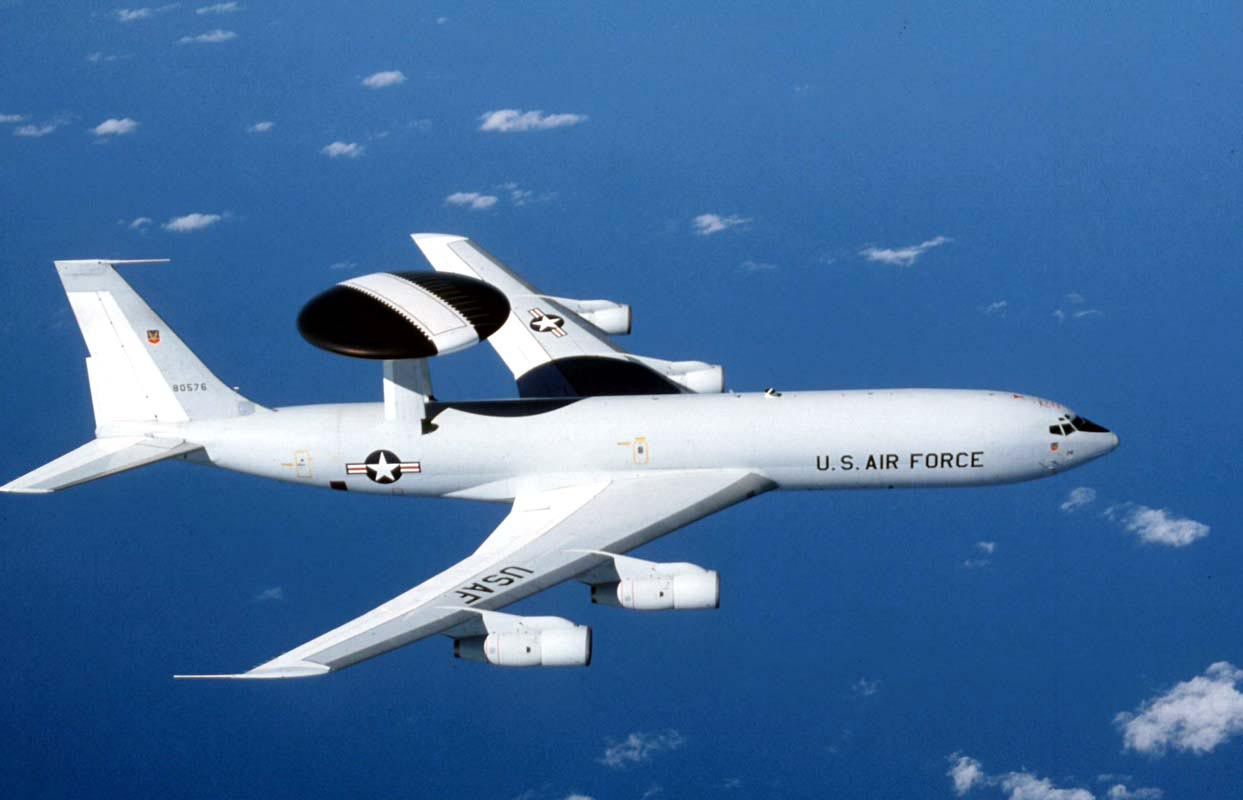
E-3 Sentry d'alerta prompte i control aerotransportat.

"E" d'electronic (electrònic). El propòsit de la guerra electrònica en negar a l'enemic l'avantatge al EMS i assegurar l'accés aliat a l'espectre EM d'entorn informàtic. Els avions de guerra electrònica són usats per mantenir els espais aeris lliures d'enemics i per enviar informació crítica a aquell que ho necessiti. Sovint són anomenats "L'Ull al Cel".
- E-3B/C Sentry
- E-4B
- E-8C JSTARS
- E-9A
- EC-130H/J Compass Call/Commando Solo

### F – Caces

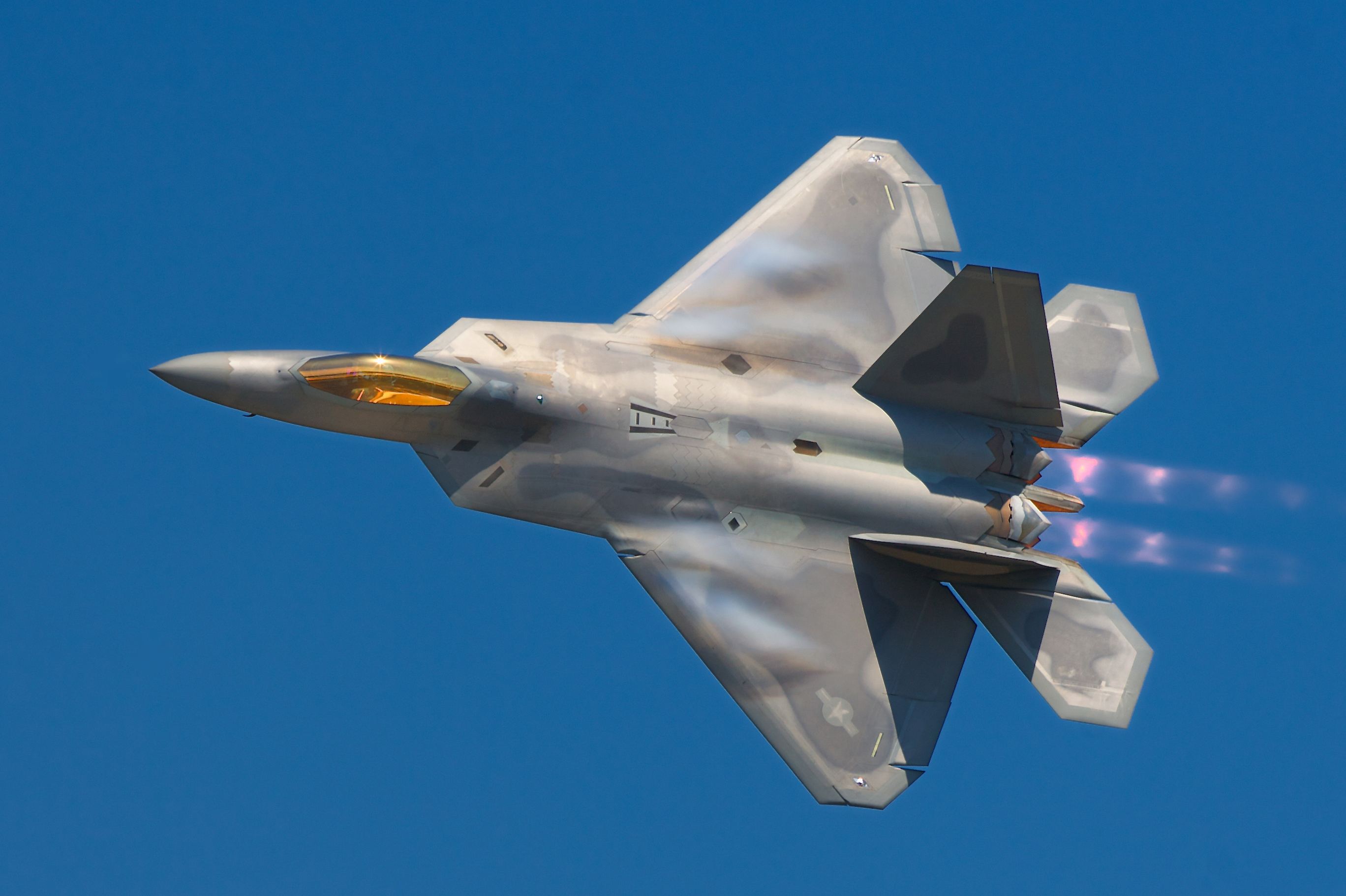
El F-22 Raptor, un caça de superioritat aèria furtiu

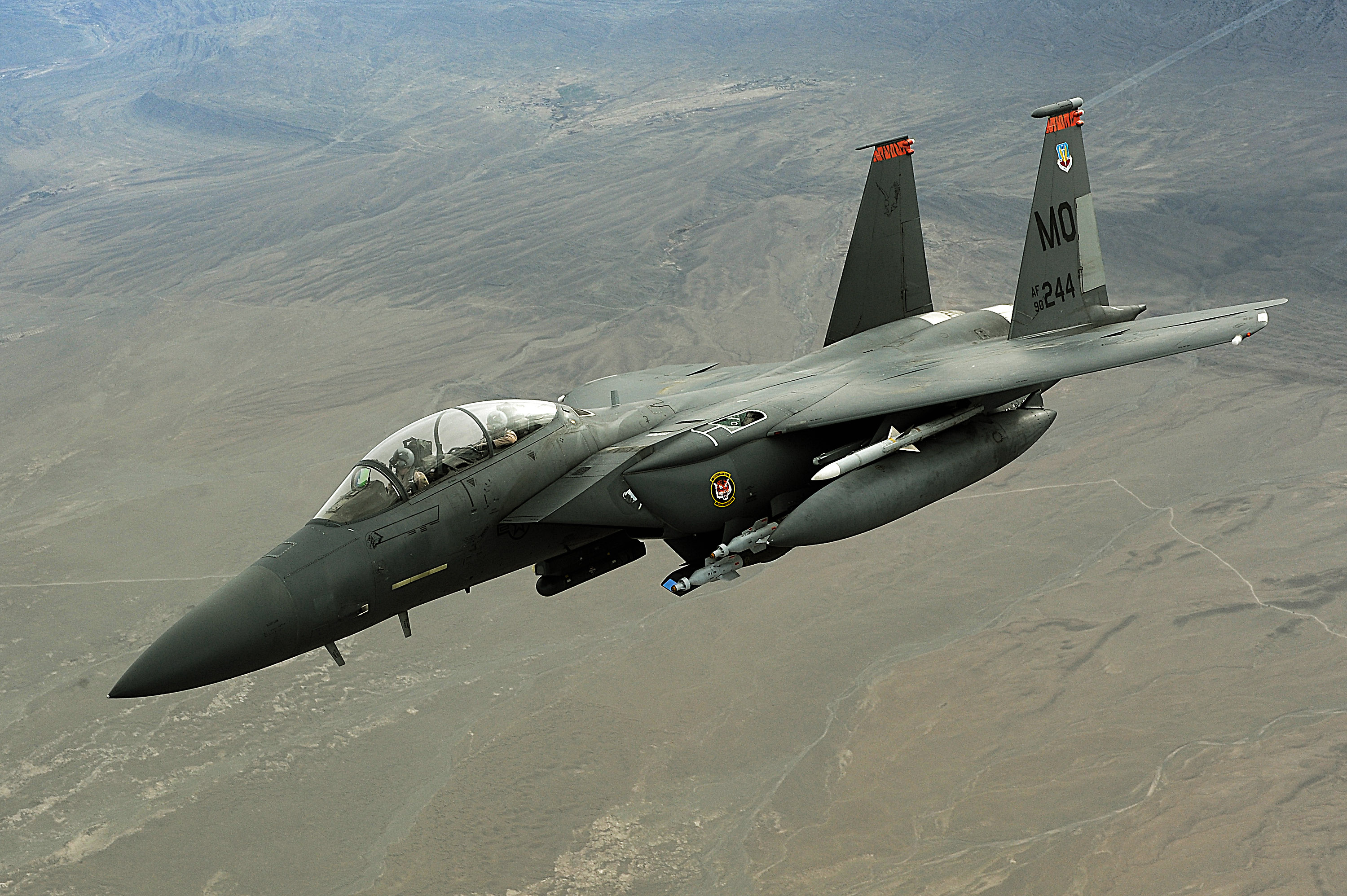
El caça d'atac F-15E Strike Eagle

"F" de fighter (caça). Els caces de la USAF són avions petits, ràpids i molt maniobrables emprats principalment pel combat aeri. Molts d'aquests caces tenen capacitats per atacar objectius terrestres, i alguns tenen papers duals com a caça bombarders (com el F-16 Fighting Falcon): el terme caça també és emprat col·loquialment per avions dedicats només a objectius terrestres. D'altres missions inclouen la intercepció de bombarders i d'altres caces, reconeixement i patrulla. Dels 5.778 avions en servei, 2.402 són caces, i d'aquests 1.245 són variants del F-16 Fighting Falcon. Entre 2006 i 2025 la USAF té previst reduir el seu inventari d'avions tàctics en un 28%.
- F-15C i D Eagle
- F-15E Strike Eagle
- F-16C i D Fighting Falcon Block 25/30/32/40/42/50/52/52+
- F-22A Raptor
- F-35A Lightning II (encara en proves, encara no es troba en servei operatiu.)

### H – Recerca i rescat
Aquestes aeronaus són emprades per la recerca i rescat de combat en terra o mar
- HC-130P/N Hercules
- HH-60G/MH-60G Pave Hawk

### K – Avions d'abastament

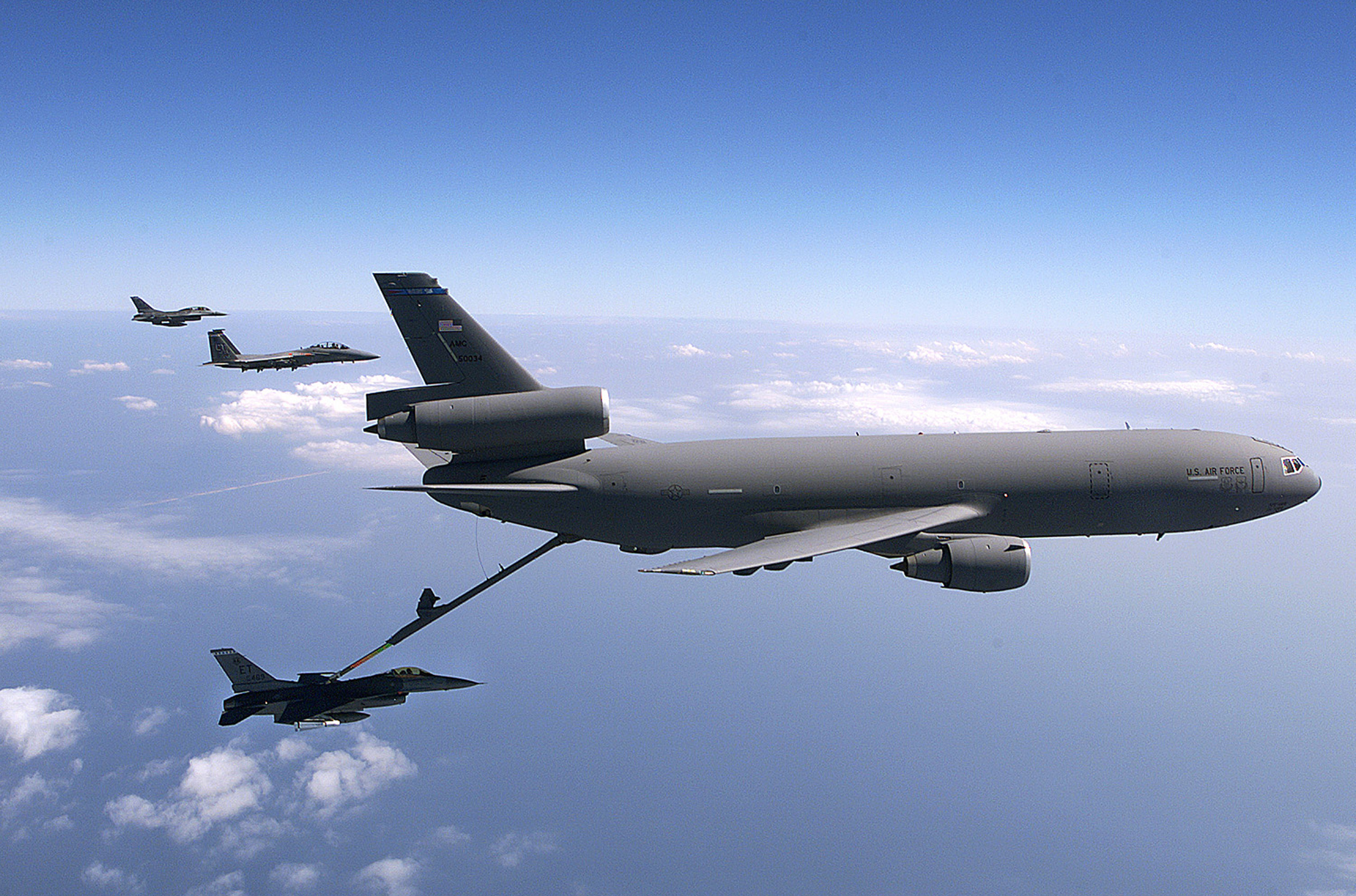
Un avió d'abastament KC-10 Extender realitzant un re-proveïment en vol

F" de  kerosene  (querosè). Els avions d'abastament de la USAF són derivats dels avions civils. Habitualment, els avions de re-proveïment estan dissenyats especialment per a la tasca, tot i que els tancs de proveïment poden unir-se a avions existents si el sistema "sonda i cistella" s'emprarà. No hi ha re-proveïment civil que se sàpida. En les operacions a gran escala (i fins i tot en operacions diàries), el re-proveïment en ple vol és àmpliament usat: caces, bombarders i avions de càrrega depenen en gran manera d'aquests "avions nodrisses" menys coneguts. Això fa que aquest tipus d'avions siguin una part essencial de la mobilitat global de la Força Aèria i de la seva projecció internacional.
- KC-10A Extender
- KC-135E/R/T Stratotanker

### M – Multi-missió
M de  multi-mission (multi-missió). Els avions especialitzats multi-missió donen suport a les missions d'operacions especials arreu del món. Aquests avions poden infiltrar-se, exfiltrar, portar subministraments i proveir combustible als equips SOF de fugides improvisades o curtes.
- MC-130E/H/P/W Combat Talon I/Combat Talon II/Combat Shadow/Combat Spear

Q – Avions pilotats remòtament multimissió (RPA)

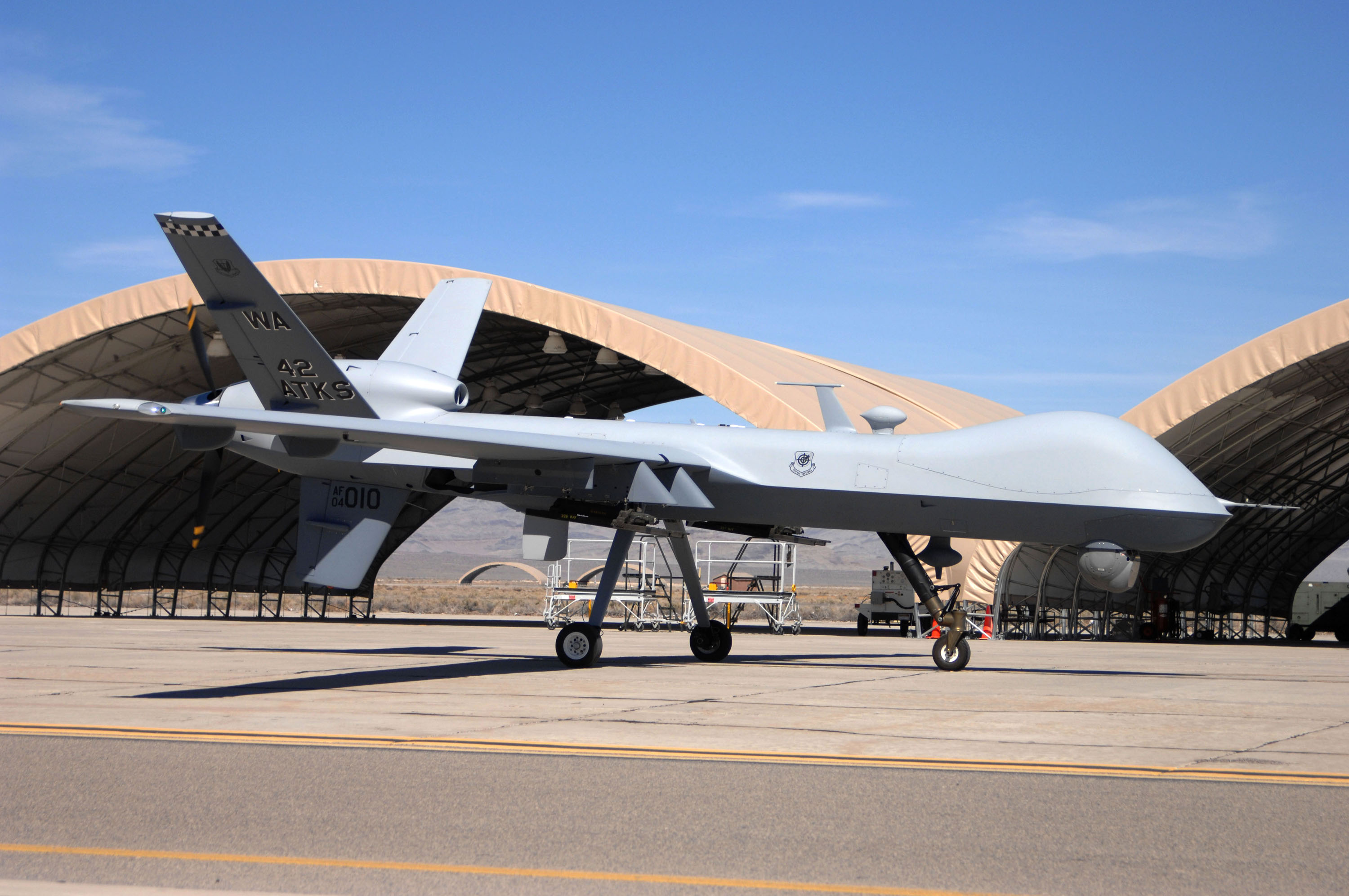
Vehicle aeri no tripulat MQ-9

Les primeres generacions d'avions RPA eren principalment avions de vigilància, però a alguns se'ls afegí armament (com el MQ-1 Predator, que feia servir míssils aire-terra AGM-114 Hellfire). Un RPA armat és conegut com un vehicle aeri no tripulat de combat (Unmanned Combat Air Vehicle -UCAV)
- MQ-1 Predator
- MQ-9 Reaper

### O – Observació
O d'Observation (observació).
Aquests avions estan modificats per a l'observació (visual o mitjançant d'altres mitjans) i per donar informació tàctica relativa a la composició i a la disposició de forces.
- OC-135B Open Skies

### R – Reconeixement

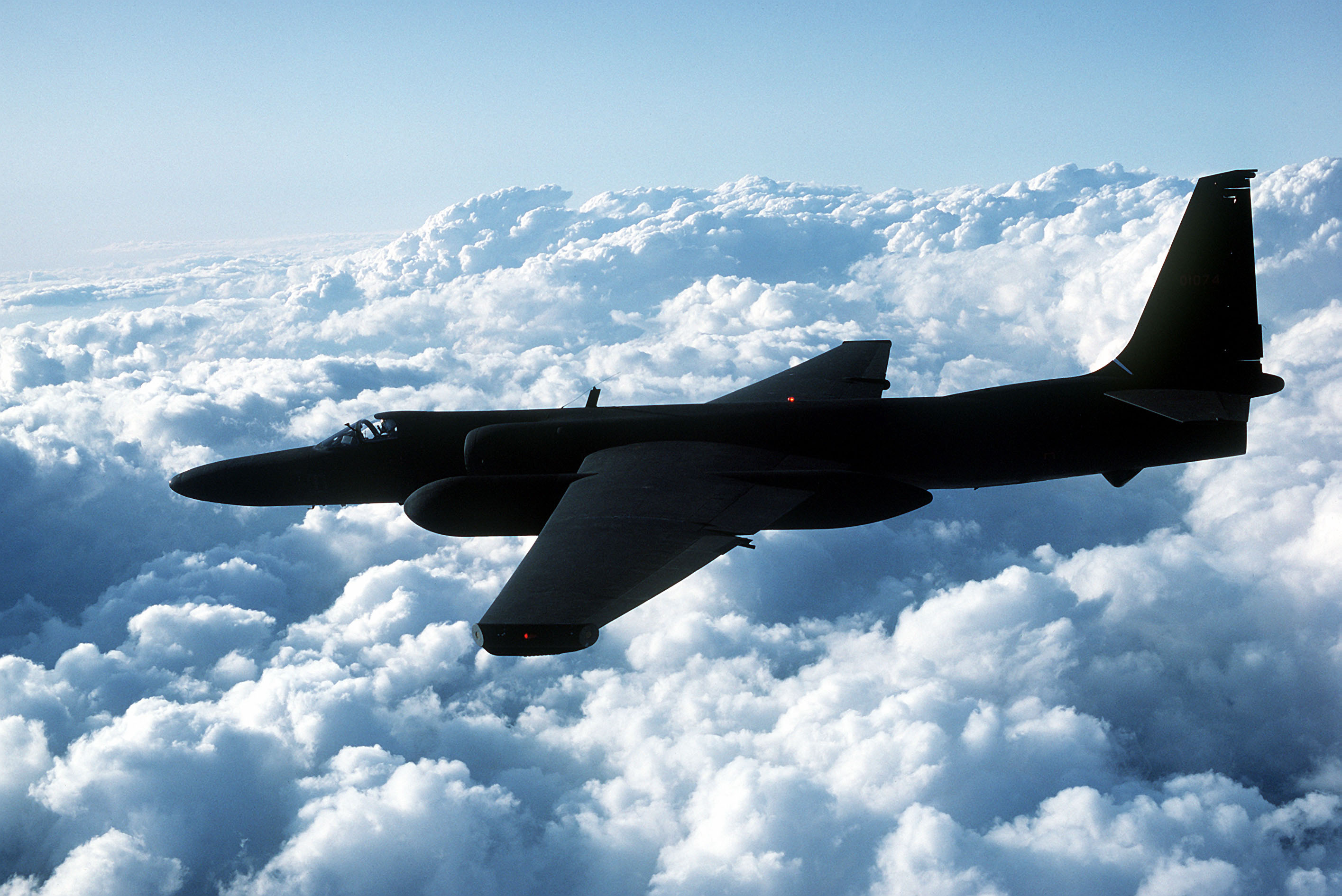
Avió espia Lockheed U-2

"R" de Reconnaissance (reconeixement). Els avions de reconeixement de la USAF són emprats per vigilar l'activitat enemiga, i originàriament estan desarmats.
Tot i que l'U-2 és designat com un avió "utilitari", de fet és una plataforma de reconeixement.
- RC-26B
- RC-135S/U/V/W Cobra Ball/Combat Sent/Rivet Joint/Rivet Joint
- U-2R/S "Dragon Lady"

Q – Avions de reconeixement pilotats remòtament (RPA)

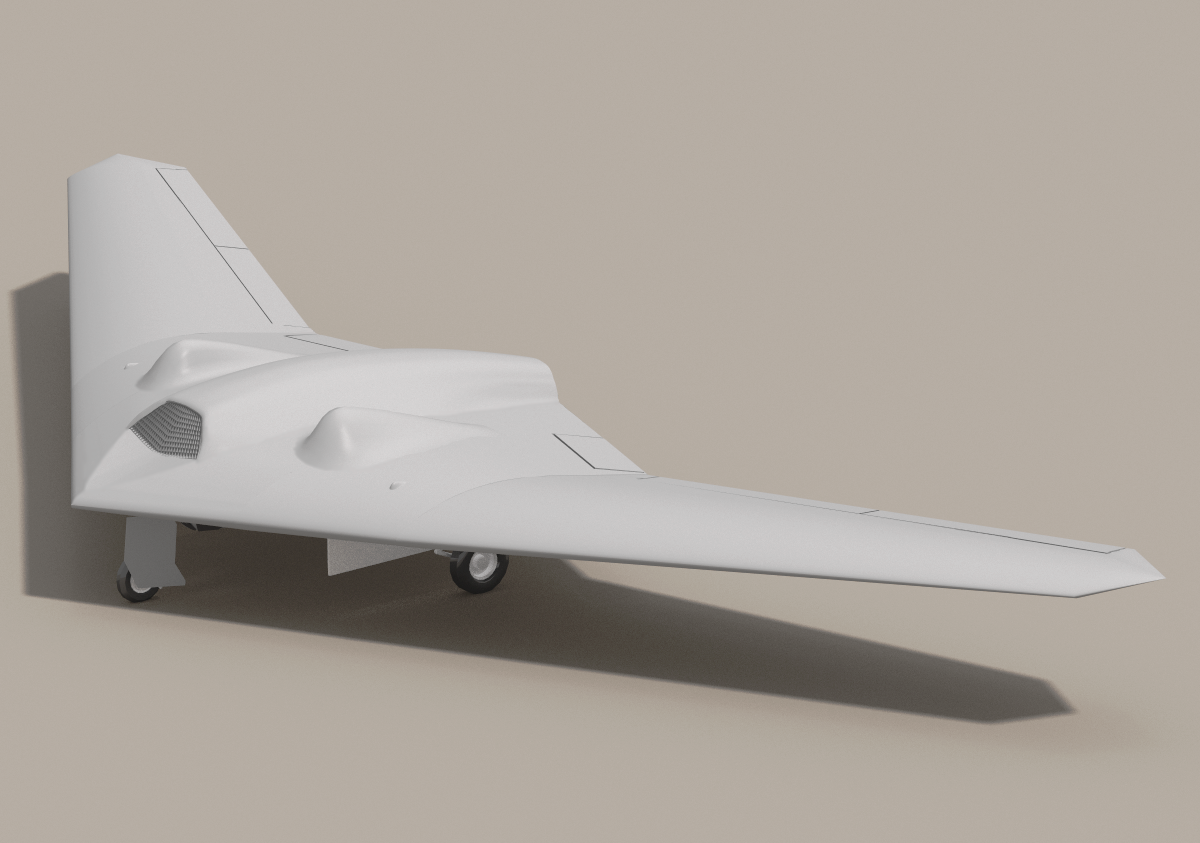
Avió de reconeixement no tripulat RQ-170 Sentinel

S'han desenvolupat diversos avions de reconeixement a control remot (RPAs). Recentment, els RPAs han estat considerats en ser les màquines voladores més barates que poden emprar-se sense arriscar tripulacions.
- RQ-4A Global Hawk
- RQ-11 Raven
- RQ-170 Sentinel

### T – Entrenament
"T" de Trainer (Entrenament). Els avions d'entrenament de la Força Aèria són emprats per preparar pilots, navegants i altres tripulants en les seves tasques.
- T-1A Jayhawk
- T-6A Texan II
- (A)T-38A/B/C Talon
- TG-10B/C/D
- TG-15A/TG-15B
- Diamond T-52A

### U – Utilitari
"U" d'Utility (Utilitari). Aquests avions són emprats bàsicament per a allò que sigui requerit en qualsevol moment.
- U-28A
- UH-1N Iroquois
- UV-18A/B Twin Otter

### V – Transport de VIPs

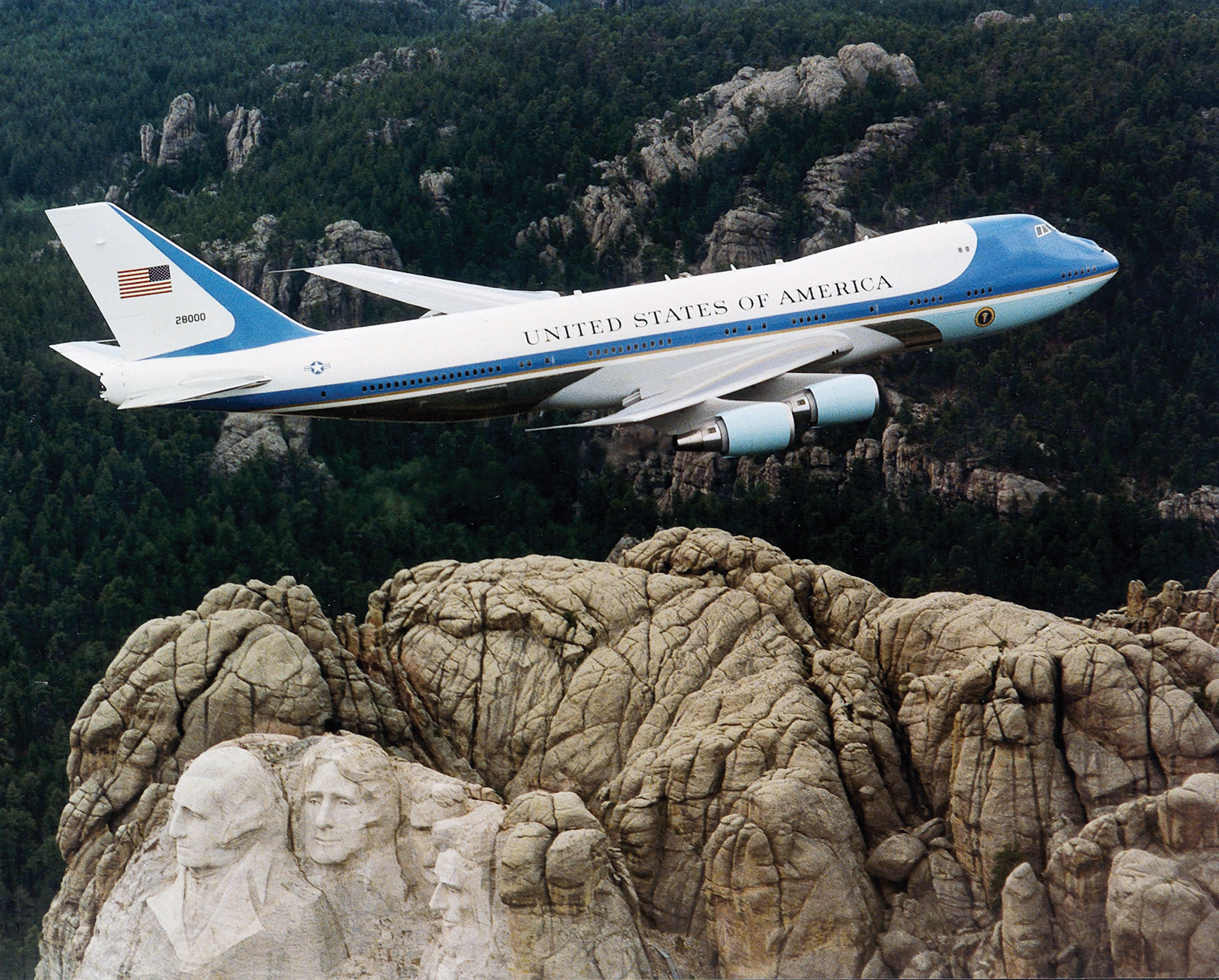
VC-25A (Air Force One)

"V" de VIP (Personalitat). Aquests avions són emprats pel transport de Very Important Persons. (Personalitats Molt Importants). Entre aquests figuren el President, el Vicepresident, secretaris del Gabinet, funcionaris del govern (senadors i representants, el Cap de la Junta de Caps d'Estat Major, i d'altres personatges claus.
- VC-9C
- VC-25A (one used as Air Force One)
- C-32A/B (sometimes used as Air Force Two)
- C-40B/C

### W – Reconeixement meteorològic
"W" de Weather (temps atmosfèric). Aquests avions són emprats per estudiar els successos meteorològics com huracans i tifons.
- WC-130J Super Hercules
- WC-135C/W Constant Phoenix

### Avions estrangers sense denominació emprats pels Esquadrons d'Operacions Especials
- An-26 (6è Esquadró d'Operacions Especials)
- CN-235-100[26] (427è Esquadró d'Operacions Especials)
- Mi-8  (6è Esquadró d'Operacions Especials)

### Altres
- Míssil balístic Intercontinental LGM-30G Minuteman III

## Personal
La qualificació de qualsevol tasca a la USAF és el Codi d'especialitat de la Força Aèria (Air Force Specialty Code - AFSC). Va des de les operacions de combat de vol, com un artiller, als treballadors dels menjadors per assegurar-se que tots els membres estan convenientment alimentats. Hi ha moltes tasques diferents en camps tan diversos com la informàtica, mecànica, tripulants aeris, sistemes de comunicació, tècniques aeronàutiques, especialitats mèdiques, enginyeria civil, hostal·leria, jurídics, correus, seguretat i recerca.
Potser, la tasca més perillosa a la USAF són les de desactivació de bombes (EOD), rescat de combat, rescat paracaigudista, forces de seguretat, control de combat, meteorologia de combat, Equip de control tàctic aeri i agents del AFOSI, que es despleguen amb les unitats d'infanteria i d'operacions especials per desarmar bombes, rescatar caiguts o personal aïllat, demanat suport aeri i establir zones d'aterratge en posicions d'avançada. La majoria d'aquestes especialitzacions són ocupades per membres de classe tropa. D'altres tasques han vist incrementar la seva participació en els combats, com els operadors de vehicles, enginyers, etc.
Gairebé totes les tasques de tropa tenen un "nivell d'iniciació", que vol dir que la USAF proveeix tot l'entrenament. Alguns poden escollir una tasca en particular, o realitzar un campament abans d'unir-se definitivament, mentre que d'altres se'ls assigna un AFSC a l'entrenament bàsic militar. Després d'aquest, els nous soldats van a una escola de preparació tècnica on aprenen la seva especialització particular. En segon lloc la Força Aèria, com a part de l'Educació Aèria i el Comandament d'Entrenament, és responsable de gairebé tot l'entrenament tècnic.
Els programes d'entrenament no tenen una duració igual; per exemple, els 3M0X1 (Serveis) tenen 31 dies d'entrenament a l'escola tècnica, mentre que el 3E8X1 (desactivació d'artefactes explosius) té una durada d'un any, amb una escola preliminar i una escola principal consistent en més de 10 divisions separades, i a vegades calen dos anys per completar-ho.
Els rangs de la USAF estan dividits entre la tropa, els sotsoficials i els oficials, i van des de l'Airman Bàsic (E-1) fins a General (O-10). Les promocions a la classe tropa es concedeixen basant-se en una combinació de resultats en exàmens, anys d'experiència i un comitè d'aprovació, mentre que les promocions dels oficials es basen en l'antiguitat en el grau i un comitè de promoció. Les promocions entre el personal de tropa i els sotsoficials es designen generalment incrementant la quantitat de galons a la insígnia. El rang dels oficials es designa mitjançant barres, fulles de roure, una àliga de plata o estrelles (d'una a quatre, o fins a cinc en temps de guerra).

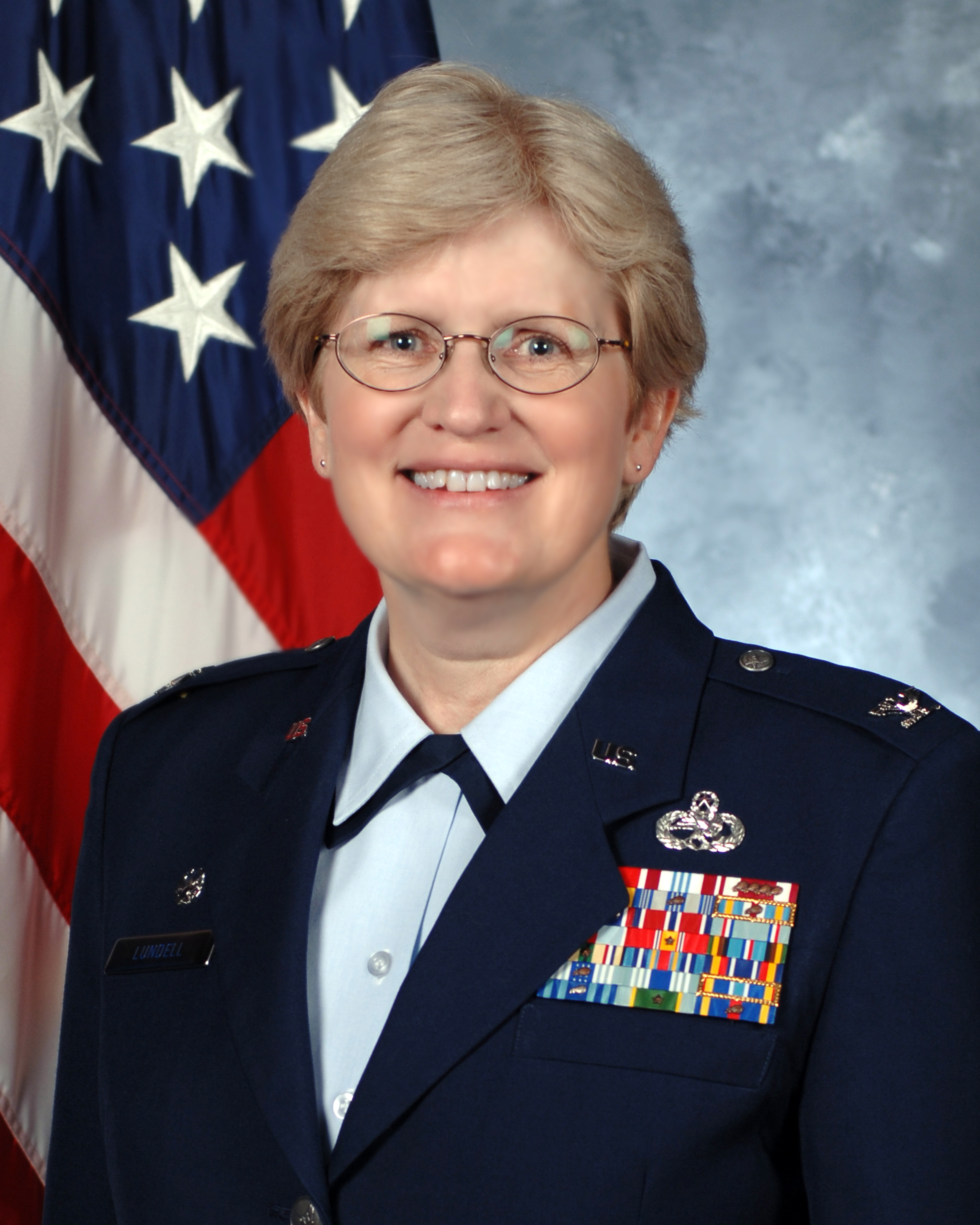
La Coronel Cynthia Lundell

### Oficials
Els rangs d'oficial a la USAF estan dividits en 3 seccions: grau de companyia, grau de camp i generals. Els oficials de grau de companyia són els oficials amb grau de salari entre O-1 i O-3, mentre que els oficials amb grau de camp són els que tenen grau de salari O-4 a O-6, i els generals són els que tenen grau de salari O-7 o superior.
Actualment, la promoció de Second Lieutenant a First Lieutenant és virtualment garantida després de dos anys de servei satisfactori. La promoció de a és competitiva. Després de completar amb èxit dos anys més de servei. Les promocions a Major i superior és mitjançant un procés d'exàmens. L'historial d'un oficial és revisat per un tribunal de selecció al Centre de Personal de la Força Aèria a la base de les Forces Aèries Randolph a  San Antonio, Texas. Aquest procés té lloc aproximadament entre els 7 i els 10 anys de servei, quan un cert percentatge de capitans seran seleccionats per Major. Aquest procés es repetirà entre els 11 i 14 anys de servei per la promoció a Lieutenant Colonel, i entre els 18-20 anys per la promoció a Colonel.
La Força Aèria té la taxa més alta de generals dins de la seva força de totes les forces armades, i aquesta taxa s'ha incrementat, tot i que la força ha disminuït des dels temps de la Guerra Freda.
| Codi OTAN                                                                                                  | OF-1                  | OF-1                  | OF-2                  | OF-3             | OF-4               | OF-5             | OF-6              | OF-7              | OF-8               | OF-9              | OF-10                    |
| Grau de salari                                                                                             | O-1                   | O-2                   | O-3                   | O-4              | O-5                | O-6              | O-7               | O-8               | O-9                | O-10              | Especial¹                |
| Secció | Oficials de Companyia | Oficials de Companyia | Oficials de Companyia | Oficials de Camp | Oficials de Camp   | Oficials de Camp | Oficials Generals | Oficials Generals | Oficials Generals  | Oficials Generals | Oficials Generals        |
| --- | --------------------- | --------------------- | --------------------- | ---------------- | ------------------ | ---------------- | ----------------- | ----------------- | ------------------ | ----------------- | ------------------------ |
| Insígnia                                                                                                   | SecondLieutenant      | FirstLieutenant       | Captain               | Major            | LieutenantColonel  | Colonel          | BrigadierGeneral  | MajorGeneral      | LieutenantGeneral  | General           | Generalof the Air Force  |
| Títol | Second Lieutenant     | First Lieutenant      | Captain               | Major            | Lieutenant Colonel | Colonel          | Brigadier General | Major General     | Lieutenant General | General           | General of the Air Force |
| Abreviació²                                                                                                | 2d Lt                 | 1st Lt                | Capt                  | Maj              | Lt Col             | Col              | Brig Gen          | Maj Gen           | Lt Gen             | Gen               | GAF                      |
| |                       |                       |                       |                  |                    |                  |                   |                   |                    |                   |                          |
| ¹ Atorgat en períodes de guerra declarada. ² No s'utilitzen punts a les abreviatures dels diferents graus. |                       |                       |                       |                  |                    |                  |                   |                   |                    |                   |                          |

### Oficials Tècnics
Tot i que al 10è Títol del Codi dels Estats Units per la Secretaria de la Força Aèria està prevista la possibilitat de crear oficials tècnics, la USAF no en fa servir, sent l'únic servei armat dels Estats Units que no ho ha. La Força Aèria heretà els rancs d'oficial tècnic de l'Exèrcit després de la seva separació el 1947, però el seu lloc a l'estructura del cos mai no ha quedat clara. Quan el Congés autoritzà la creació de dos nous rangs superiors de tropa el 1958, els oficials de la Força Aèria van concloure que aquests dos nous "super graus" podrien complir les necessitats de la Força Aèria que fins llavors realitzaven els oficials tècnics, tot i que això no es va donar a conèixer fins a un any després. El 1959 la Força Aèria deixà de nomenar oficials tècnics, el mateix any que van haver les primeres promocions al nou màxim grau de sotsoficial Chief Master Sergeant. La majoria dels oficials tècnics de la Força Aèria van ser promocionats a oficials durant la dècada de 1960, tot i que durant els 21 anys següents continuaren havent alguns oficials tècnics.
El darrer oficial tècnic en servei actiu CWO4 James H. Long, es retirà el 1980, i el darrer oficial tècnic de la Reserva de la Força Aèria, CWO4 Bob Barrow, es retirà el 1992. En retirar-se, va ser promogut a títol honorífic a OW05, sent l'únic membre de la Força Aèria en assolir aquest rang. Barrow va morir a l'abril del 2008. Des del retir de Barrow, els rangs d'Oficial Tècnic de la Força Aèria ja no s'han tornat a emprar, encara que segueixen estant autoritzats per llei.
| Codi OTAN      | WO-1              | WO-2                    | WO-3                    | WO-4                    | WO-5                    |
| Grau de salari | WO-1              | WO-2                    | WO-3                    | WO-4                    | WO-5                    |
| -------------- | ----------------- | ----------------------- | ----------------------- | ----------------------- | ----------------------- |
| Insígnia       | Warrant Officer 1 | Chief Warrant Officer 2 | Chief Warrant Officer 3 | Chief Warrant Officer 4 | Chief Warrant Officer 5 |
| Títol          | Warrant Officer 1 | Chief Warrant Officer 2 | Chief Warrant Officer 3 | Chief Warrant Officer 4 | Chief Warrant Officer 5 |
| Abreviació     | WO-1              | WO-2                    | WO-3                    | WO-4                    | WO-5                    |

### Sots-oficials i tropa

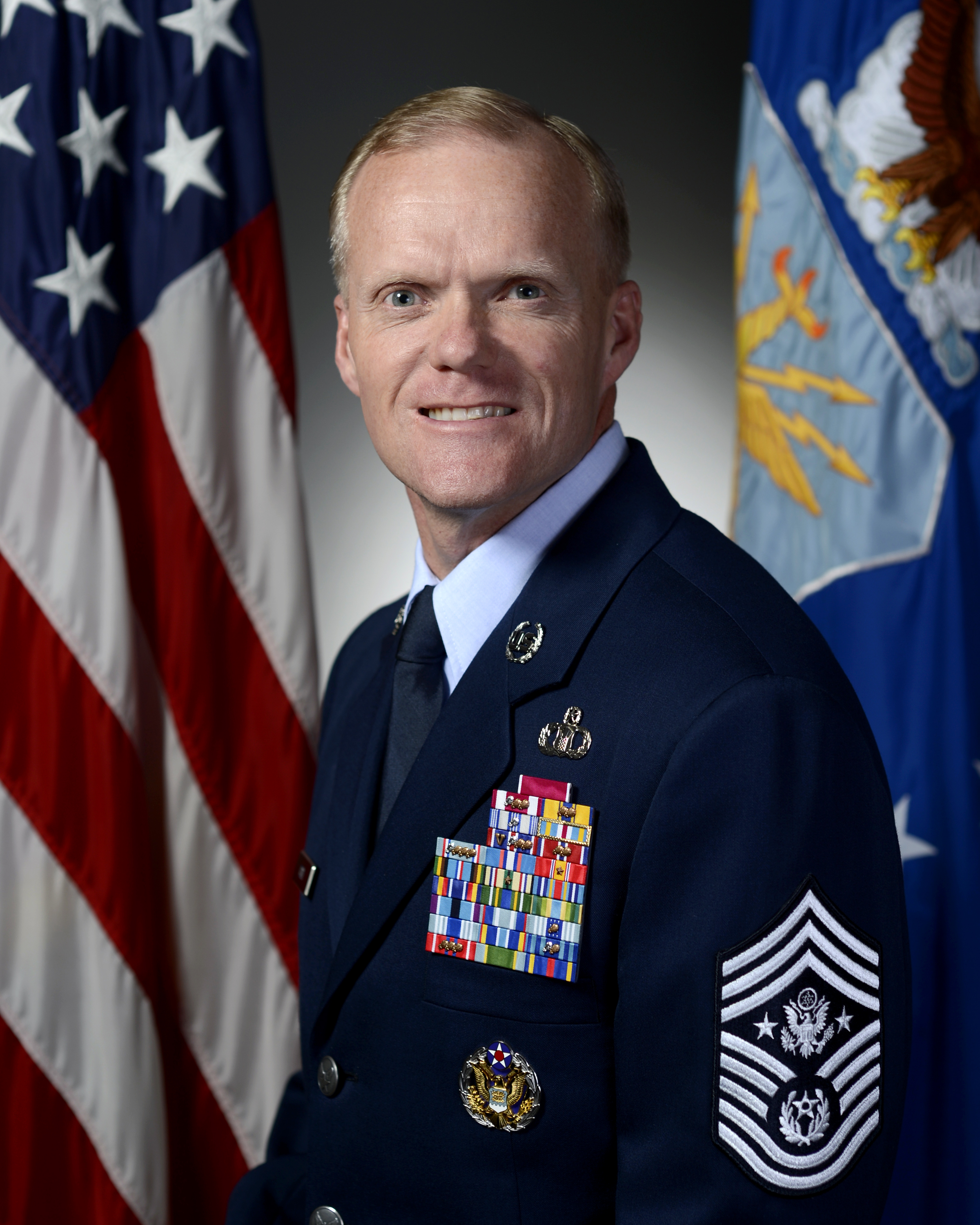
El CMSAF James A. Cody.

Els sots-oficials i tropa de la USAF tenen graus de salari entre l' E-9 (superior) i l'E-1 (reclutes). Si bé tot el personal militar de la USAF és referit com a "Airmen" (Homes de l'Aire), el terme també es refereix als graus de salari entre E-1 i E-4, que estan per sota del nivell de sotsoficial (non-commissioned officer - NCO). Per damunt del grau salarial E-4, tots els rangs estan dins la categoria de sotsoficial, quedant dividits en "Sotsoficials" (graus E-5 i E-6) I "Sotsoficials Superiors" (graus E-7 a E9). El terme "Sotsoficial inferior" sovint és emprat per referir-se als rangs de staff sergeants i technical sergeants (graus E-5 i E-6).
La USAF és l'única de les 5 branques militars dels Estats Units on l'estatus de sotsoficial no és assolit fins que un soldat arriba al grau salarial de E-5. En totes les altres branques, l'estatus de sotsoficial s'assoleix generalment amb el grau E-4 (per exemple, un Corporal  a l'Exèrcit i el Cos de Marines, o un Petty Officer Third Class a la Marina i els Guarda Costa). La Força Aèria es fixà en l'Exèrcit entre 1976 i 1991 amb un E-4 sent tant un Senior Airman, que lluïa 3 barres sense estrella, o un Sergeant (referit com a "Buck Sergeant"), que lluïa una estrella central i era considerat un sotsoficial. Actualment, malgrat no ser un sostoficial, un Senior Airman que hagi completat el curs a l'Acadèmia de Lideratge de l'Aire pot ser un supervisor.
| Codi OTAN | E-1            | E-2          | E-3                | E-4           | E-5            | E-6                | E-7                    | E-7                    | E-8                     | E-8                     | E-9                    | E-9                    | E-9                           | E-9                                    |
| Grau de salari | E-1            | E-2          | E-3                | E-4           | E-5            | E-6                | E-7                    | E-7                    | E-8                     | E-8                     | E-9                    | E-9                    | E-9                           | E-9                                    |
| Secció | Classe Tropa   | Classe Tropa | Classe Tropa       | Classe Tropa  | Sotsoficials   | Sotsoficials       | Sotsoficials Superiors | Sotsoficials Superiors | Sotsoficials Superiors  | Sotsoficials Superiors  | Sotsoficials Superiors | Sotsoficials Superiors | Sotsoficials Superiors        | Sotsoficials Superiors                 |
| --- | -------------- | ------------ | ------------------ | ------------- | -------------- | ------------------ | ---------------------- | ---------------------- | ----------------------- | ----------------------- | ---------------------- | ---------------------- | ----------------------------- | -------------------------------------- |
| Insígnia | Sense insígnia | Airman       | Airman First Class | Senior Airman | Staff Sergeant | Technical Sergeant | Master Sergeant        | Master Sergeant        | Senior Master Sergeant  | Senior Master Sergeant  | Chief Master Sergeant  | Chief Master Sergeant  | Command Chief Master Sergeant | Chief Master Sergeant of the Air Force |
| Title | Airman Basic   | Airman       | Airman First Class | Senior Airman | Staff Sergeant | Technical Sergeant | Master Sergeant¹       | Master Sergeant¹       | Senior Master Sergeant¹ | Senior Master Sergeant¹ | Chief Master Sergeant¹ | Chief Master Sergeant¹ | Command Chief Master Sergeant | Chief Master Sergeant of the Air Force |
| Abbreviation | AB             | Amn          | A1C                | SrA           | SSgt           | TSgt               | MSgt                   | MSgt                   | SMSgt                   | SMSgt                   | CMSgt                  | CMSgt                  | CCM                           | CMSAF                                  |
| ¹ La USAF no té un rang separat de First Sergeant; en canvi és un càrrec indicat per un diamant a la part superior. |                |              |                    |               |                |                    |                        |                        |                         |                         |                        |                        |                               |                                        |

### Uniformes

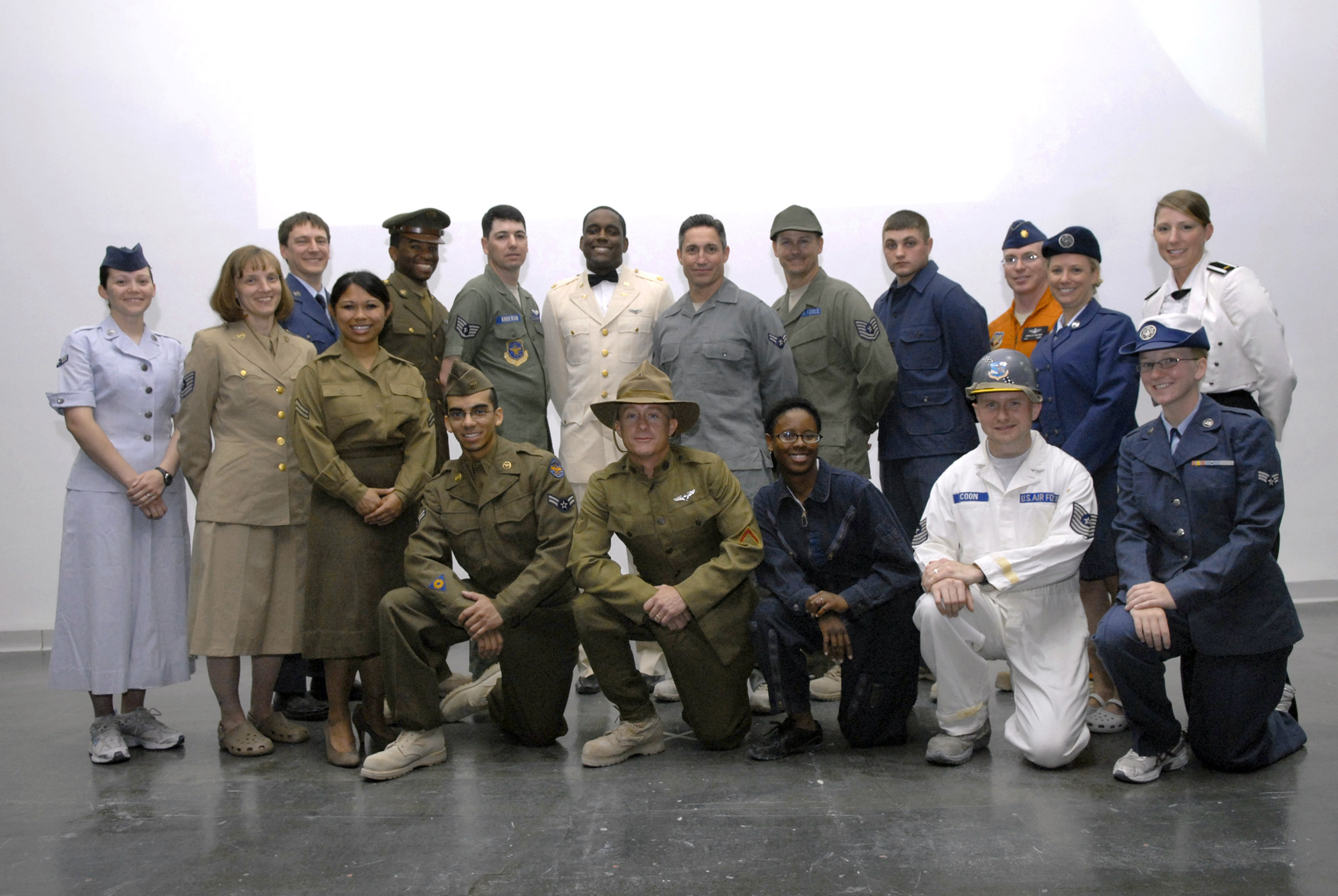
Diversos uniformes històrics de la Força Aèria

El personal de l'USAF llueix uniformes distints dels de les altres branques de les Forces Armades. El primer uniforme de servei de la USAF, el 1947, era de color "Uxbridge 1683 Blue", fet per la Bachman-Uxbridge Worsted Company. L'actual uniforme de servei, adoptat el 1993 i estandarditzat el 1995, consisteix en una guerrera de 3 botons sense butxaca, amb agulles "U.S." en plata a les solapes, i amb un anell platejat a la classe tropa), pantalons i una gorra de servei o de vol, en Shade 1620, "Air Force Blue". Es llueix amb una camisa blau clar i corbata. La classe tropa llueix les insígnies tant a la jaqueta i a la camisa, mentre que els oficials llueixen les insígnies sobre la jaqueta i a les espatlleres de la camisa. El personal de la USAF destinat a deures de Guàrdia d'Honor llueixen, en certes ocasions, una versió modificada de l'uniforme de servei, però amb vores platejades a les mànigues i als pantalons, juntament amb un cinturó cerimonial (si és necessari), gorra de plat amb escut platejat amb Distintiu Hap Arnold, i un cordó platejat a l'espatlla esquerra.
Després d'una fase transitòria de 3 anys en què a poc a poc guanya popularitat mitjançant una distribució més àmplia, l'uniforme de batalla (Airman Battle Uniform - ABU) esdevingué l'únic uniforme de feines autoritzat (llevat els uniformes de vol, míssils i espai) per la USAF l'1 de novembre de 2011. l'ABU substituí el BDU (Battle Dress Uniform ), prèviament portat per totes les forces armades, semblant als de l'Exèrcit, la Marina i els Marines, amb uniformes de servei per a cada operació particular. Les millores del ABU sobre el BDU són una mida més específica per a l'ajust superior i un material inarrugable que fa innecessària la planxa; l'ús del midó, omnipresent a la USAF durant l'era del BDU ha quedat prohibit amb l'ABU. Aquestes millores relativament populars han estat compensades per certes crítiques, incloses les queixes que la situació de les butxaques als ABU fan que siguin inútils portant una armilla antibales; i la decisió de fer un uniforme únic per a l'estiu i l'hivern fa que no sigui apropiat per fer-lo servir a les temperatures extremes de l'Orient Mitjà. Entre les crítiques, aquestes observacions han encès les crítiques conforme l'ABU ha estat dissenyat més per a una "desfilada de moda" més que no pas per a qualsevol ús funcional com un autèntic "uniforme de batalla". El fet que la USAF hagi dissenyat posteriorment una versió de la camisa de l'ABU per a ser emprada en destins càlids ha donat validesa a aquests arguments, tot i que els membres de l'USAF segueixen portant l'ABU arreu del món.

### Insígnies i condecoracions
A més de l'uniforme bàsic de roba, la USAF fa servir diverses insígnies per indicar una tasca o un nivell de qualificació. Les insígnies també poden ser emprades per motius de mèrit o servei. Durant el temps diverses insígnies han quedat obsoletes. Les insígnies autoritzades inclou els Escuts de la Protecció d'Incendis de la USAF, les Forces de Seguretat i la Insígnia de Míssils (o "pocket rocket", "coet de butxaca"), atorgada després de treballar en el sistema de manteniment de míssils o en les seves operacions com a mínim durant un any.
| Medalles al mèrit      |                                                                         |                                                                                     | | |                                                                                        |                                                                           |
| Cinta                  | Creu de la Força Aèria                                                  | Medalla del Servei Distingit a la Força Aèria                                       | Medalla de l'Aviador                                                                                      | Medalla del Servei Aeri Realitzat                                                                                 | Medalla del Servei Lloable a la Força Aèria                                            | Air Force Achievement                                                     |
| Nom                    | Creu de la Força Aèria Air Force Cross                                  | Medalla del Servei Distingit a la Força Aèria Air Force Distinguished Service Medal | Medalla de l'Aviador Airman's Medal                                                                       | Medalla del Servei Aeri Realitzat Aerial Achievement Medal                                                        | Medalla de la Menció Encomiable a la Força Aèria Air Force Commendation Medal          | Medalla del Servei Realitzat a la Força Aèria Air Force Achievement Medal |
| Medalles de servei     |                                                                         |                                                                                     | | |                                                                                        |                                                                           |
| Cinta                  |                                                                         |                                                                                     | Medalla de la Força Aèria per Acció en Combat                                                             | Medalla de la disponibilitat per al Combat                                                                        | Medalla de Campanya a l'Aire i l'Espai                                                 |                                                                           |
| Nom                    |                                                                         |                                                                                     | Medalla de la Força Aèria per l'acció de combat Air Force Combat Action Medal                             | Medalla de la Disponibilitat pel Combat Combat Readiness Medal                                                    | Medalla de Campanya a l'Aire i l'Espai Air and Space Campaign Medal                    |                                                                           |
| Medalles bona conducta |                                                                         |                                                                                     | | |                                                                                        |                                                                           |
| Cinta                  |                                                                         |                                                                                     | Medalla de la Força Aèria per Bona Conducta                                                               | Medalla del Servei Meritori a la Reserva de la USAF                                                               |                                                                                        |                                                                           |
| Nom                    |                                                                         |                                                                                     | Medalla de la Força Aèria per Bona Conducta Air Force Good Conduct Medal                                  | Medalla del servei meritori a la reserva de la USAF Air Reserve Forces Meritorious Service Medal                  |                                                                                        |                                                                           |
| Citacions d'unitat     |                                                                         |                                                                                     | | |                                                                                        |                                                                           |
| Cinta                  | Citació Presidencial d'Unitat                                           | Citació d'Unitat Valenta                                                            | Insígnia d'Unitat Meritòria de la Força Aèria                                                             | Insígnia d'Unitat Destacada                                                                                       | Insígnia d'Excel·lència Organitzativa                                                  |                                                                           |
| Nom                    | Citació Presidencial d'Unitat Presidential Unit Citation                | Citació d'Unitat Valenta Gallant Unit Citation                                      | Insígnia d'Unitat Meritòria de la Força Aèria Air Force Meritorious Unit Award                            | Insígnia d'Unitat Destacada Outstanding Unit Award                                                                | Insígnia d'Excel·lència Organitzativa Organizational Excellence Award                  |                                                                           |
| Cintes de servei       |                                                                         |                                                                                     | | |                                                                                        |                                                                           |
| Cinta                  | Aviador destacat de l'any                                               | Reconeixement de la Força Aèria                                                     | Cinta de la Força Aèria per servei a ultramar d'estada curta                                              | Cinta de la Força Aèria per servei a ultramar d'estada llarga                                                     | Cinta de servei expedicionari de la Força Aèria                                        | Cinta de permanència en la Força Aèria                                    |
| Nom                    | Cinta d'aviador destacat de l'any Outstanding Airman of the Year Ribbon | Cinta de reconeixement de la Força Aèria Air Force Recognition Ribbon               | Cinta de la Força Aèria per servei a ultramar d'estada curta Air Force Overseas Short Tour Service Ribbon | Cinta de la Força Aèria per servei a ultramar d'estada llarga Air Force Overseas Long Tour Service Ribbon         | Cinta de servei expedicionari de la Força Aèria Air Force Expeditionary Service Ribbon | Cinta de permanència en la Força Aèria Air Force Longevity Service Award  |
| Cinta                  | Cinta del curs d'Instructor Militar                                     | Cinta del servei de reclutament de la Força Aèria                                   | Cinta de Graduat a l'Acadèmia de Sost-Oficials de la USAF                                                 | Cinta honorífica de graduat en la instrucció bàsica de la USAF                                                    | Cinta de Punteria Experta amb Armes Petites                                            | Cinta d'instrucció de la Força Aèria                                      |
| Nom                    | Cinta del curs d'instructor militar Military Training Instructor Ribbon | Cinta del servei de reclutament de la Força Aèria Air Force Recruiter Ribbon        | Cinta de graduat a l'Acadèmia de Sots-oficials de la USAF USAF NCO PME Graduate Ribbon                    | Cinta honorífica de graduat en la instrucció bàsica de la USAF USAF Basic Military Training Honor Graduate Ribbon | Cinta dels experts de la USAF en armes petites Small Arms Expert Marksmanship Ribbon   | Cinta d'instrucció de la Força Aèria Air Force Training Ribbon            |

### Entrenament
Tots els homes allistats que no hagin servit prèviament assisteixen a l'Entrenament Militar Bàsic (Basic Military Training - BMT) a la Base de la Força Aèria Lackland a San Antonio, Texas. La Força Aèria accepta els programes d'entrenament bàsic de les altres branques de l'exèrcit si els nous reclutes ja l'han completat en un altre servei.
Els Oficials poden ser comissionats en graduar-se de l'Acadèmia de la Força Aèria dels Estats Units, en graduar-se d'una altra universitat mitjançant el programa del Cos d'Entrenament d'Oficials de la Reserva de la Força Aèria (Air Force Reserve Officer Training Corps - AFROTC) o mitjançant l'Acadèmia de Preparació d'Oficials de la Força Aèria (Air Force Officer Training School - OTS). L'OTS, situada a la Base de la Força Aèria Maxwell a Montgomery, Alabama, disposa de dos programes separats: la Preparació Bàsica a Oficial (Basic Officer Training - BOT), per a candidats a oficial pel servei actiu a la USAF i a la Reserva; i l'Acadèmia de Ciència Militar (AMS), que forma oficials per a la Guàrdia Nacional.
La Força Aèria també ofereix un Entrenaament per a oficials dels 3 components que seran directament destinats a posicions de rereguarda, a causa de les seves credencials en medicina, dret, religió, ciències biològiques o administració sanitària.

## Cultura
La cultura de la USAF ha estat portada a terme principalment pels pilots, i els pilots dels diversos avions han modificat les seves prioritats durant els anys. A l'inici estava centrada en els bombarders (en l'anomenada Bomber mafia), seguida per un focus en els caces (la Fighter Mafia), etc.
En resposta a l'incident de l'armament nuclear de la USAF del 2007, el Secretari de Defensa Robert Gates acceptà al juny del 2009 les dimissions del Secretari de la Força Aèria Michael Wynne i del Cap de l'Estat Major de la Força Aèria General T. Michael Moseley. El successor de Moseley, general Norton A. Schwartz, va ser el primer oficial nomenat pel càrrec que no tenia un historial com a pilot de caça o de bombarder. El Washington Post afirmà el 2010 que el general Schartz començà a desmantellar el rígid sistema de classes de la USAF.
Daniel L. Magruder, Jr defineix la cultura de la USAF com una combinació d'una aplicació rigorosa de tecnologia avançada, individualisme i una teoria de la potència aèria en progrés. El major general Charles J. Dunlap, Jr. afegeix que la cultura de la USAF inclou una té un igualitarisme dels oficials com a guerrers que treballen amb petits grups de tropa mentre que serveixen conjuntament com a tripulants d'un avió.

### Slogans i credos
La Força Aèria dels Estats Units ha tingut nombroses consignes de reclutament, com "Ningú no va tan a prop" ("No One Comes Close") i "Uno Ab Alto". Durant molts anys va fer servir "Ànim Alt" ("Aim High") com la seva consigna, i més recentment, "Creu en el Blau" ("Cross into the Blue"), "T'hem estat esperant" ("We've benn waiting for you") i "Fes Quelcom Sorprenent" ("Do Something Amazing")," Per damunt de tot" ("Above All"), i el més nou, del 7 d'octubre de 2010, "Aim high" i "Fly-Fight-Win". A més, cada ala, grup o esquadró té el seu propi lema.
Els valors fonamentals de la Força Aèria són "Integritat primer" ("Integrity first"), "Servei abans d'un mateix" ("Service before self"), "Excel·lència en tot el que fem" ("Excellence in all we do"). El Credo de l'Aviador és una declaració introduïda a la primavera del 2007 per resumir la cultura de la Força Aèria.
Per ajudar el coneixement de la seva missió i funcions, la Força Aèria ha produït vídeos per delinear el seu paper en la guerra contra el terrorisme i com té èxit als seus dominis de l'aire, l'espai o el ciberespai.